# Ananas
Die Ananas (Ananas comosus) ist eine Pflanzenart aus der Familie der Bromeliengewächse (Bromeliaceae). Sie ist ursprünglich in Amerika heimisch und wird heute weltweit in den tropischen Gebieten als Obstpflanze angebaut. Sie bildet fleischige Fruchtstände, die frisch verzehrt oder zu Konserven und Saft verarbeitet werden können.
Das Wort Ananas entstammt der Bezeichnung naná ‚Frucht‘ in der Guaraní-Sprache. Das lateinische Art-Epitheton comosus ‚schopfig‘ spielt auf den Blattschopf am oberen Ende des Fruchtstandes an.

## Merkmale
Die Ananas ist eine ausdauernde, krautige Pflanze. Sie wächst terrestrisch, wurzelt also im Boden (während viele andere Arten der Bromeliaceae epiphytisch wachsen).

### Stamm

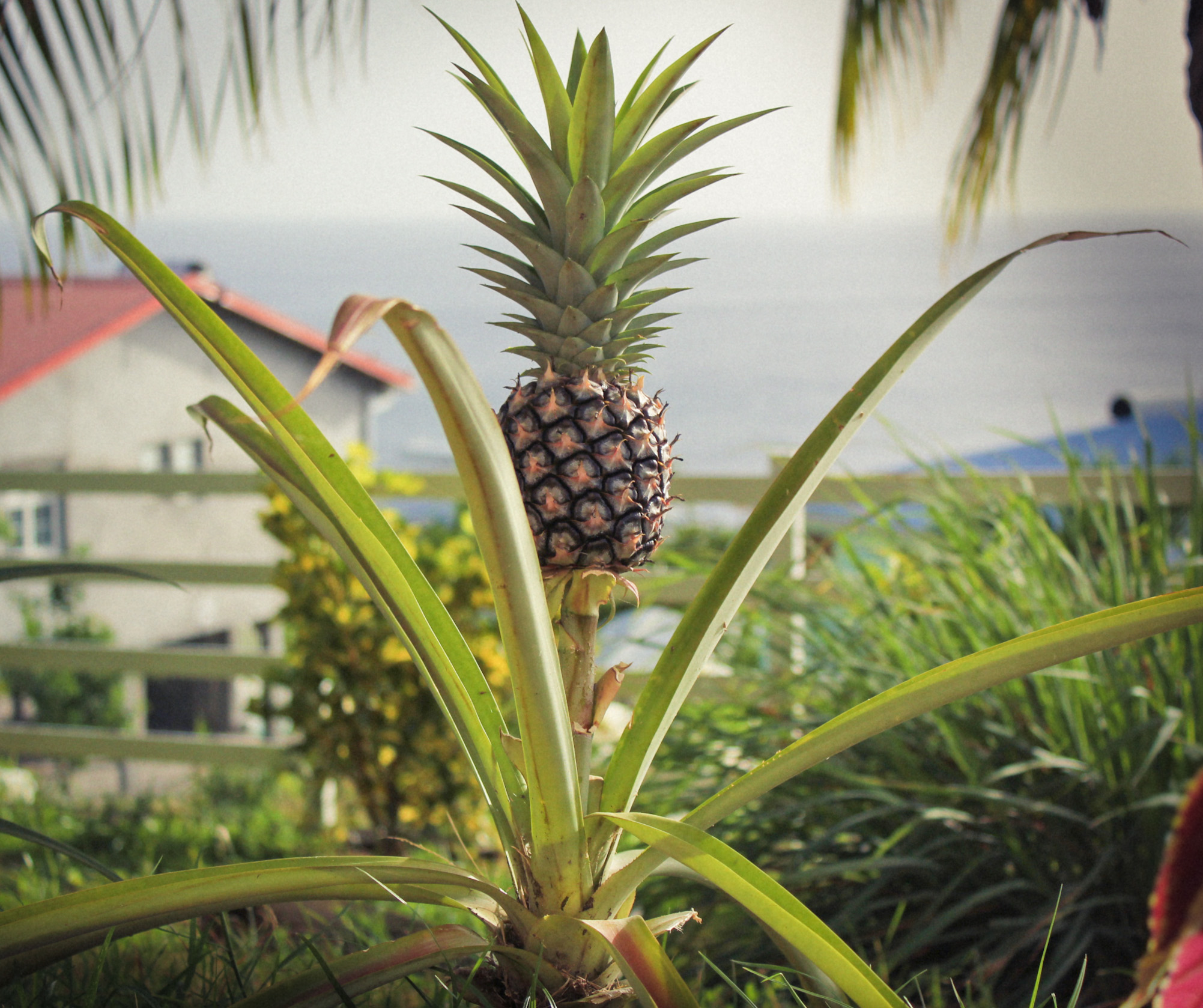
Fruchttragende Ananaspflanze in einem Garten auf Martinique

Der keulenförmige Stamm der Ananas ist bis zu 35 cm lang und zu einem kleinen Teil im Boden eingesenkt. An der Basis hat er einen Durchmesser von 2 bis 3,5 cm, an der dicksten Stelle, unterhalb der Spitze, sind es 5 bis 7 cm. Am ganzen Stamm sitzen dicht rosettenförmig die Laubblätter, meist etwa 70 bis 80. Sie sitzen spiralig (in Links- oder Rechtsspiralen) am Stamm. Die Phyllotaxis, dies gilt zumindest für die Sorte Smooth Cayenne, ist 5/13. Das heißt, nach fünf Umdrehungen steht ein Blatt wieder exakt über einem darunterliegenden, und dies ist das dreizehnte. Die Internodien sind mit 1 bis 10 mm sehr kurz. Im Längsschnitt ist die Pflanze herzförmig.
Der Stamm ist im Gegensatz zu den meisten anderen Monokotylen relativ deutlich in eine Rindenzone und einen Zentralzylinder („Stele“) mit den Gefäßbündeln getrennt. Im Parenchym des Zentralzylinders eingestreut sind einzelne Idioblasten, die Raphiden-Bündel aus Calciumoxalat in einem Schleimsack enthalten. Im Zentralzylinder ist keine Differenzierung in Knoten und Internodien erkennbar, in der Rinde sind die Zellen des Internodienbereichs langgestreckt, im Knotenbereich nicht.

### Blätter

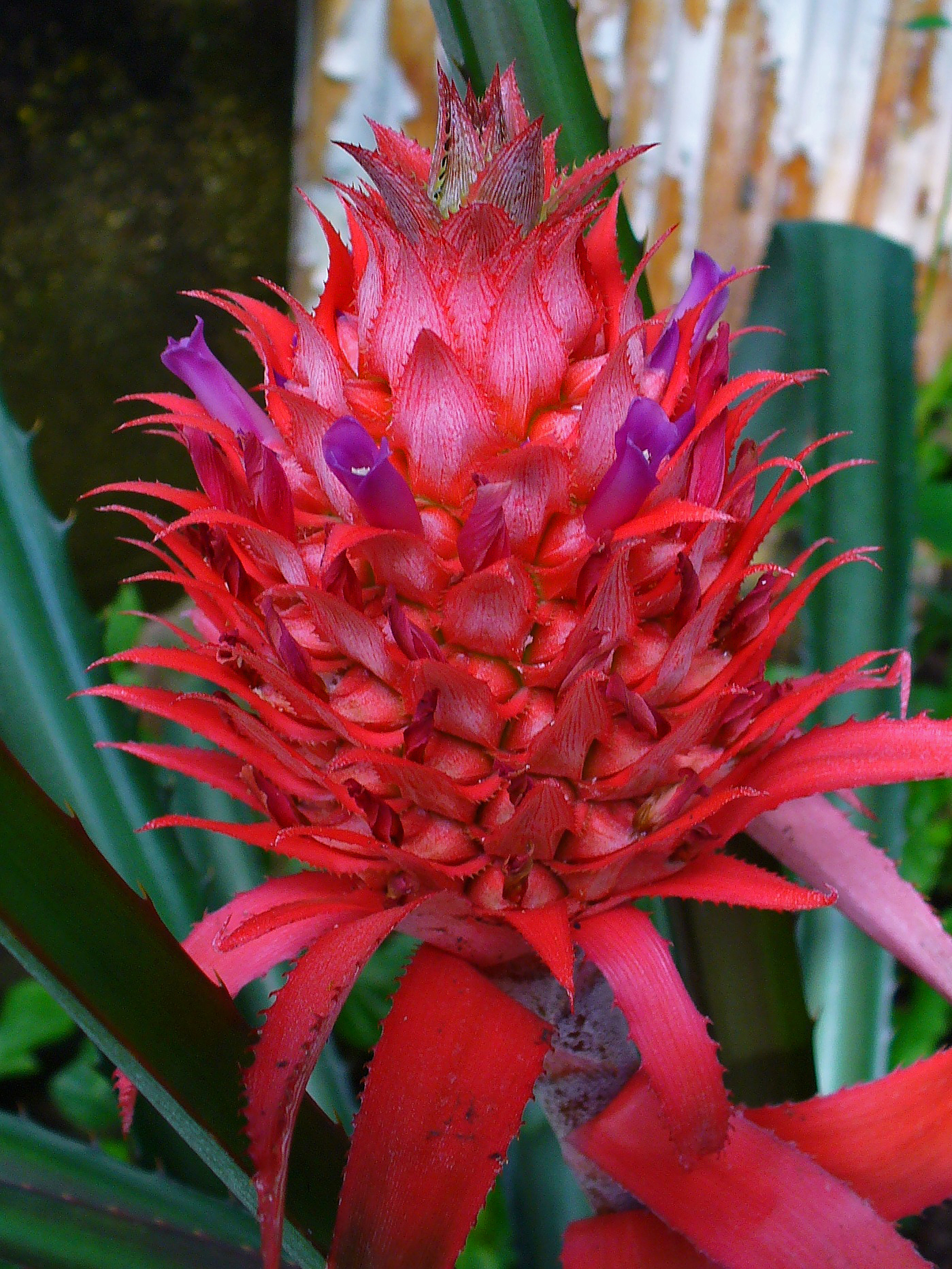
Blütenstand (Infloreszenz) einer Ananas comosus. Man sieht rote Hochblätter und die blauen Einzelblüten. Aus dem Blütenstand entsteht später die Ananas-Frucht.

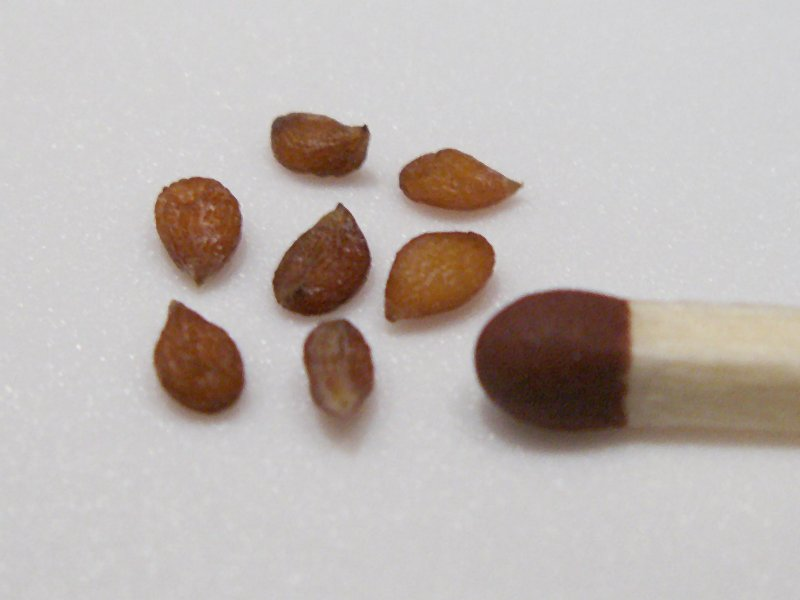
Samen einer Ananas, Größenvergleich mit einem Streichholzkopf

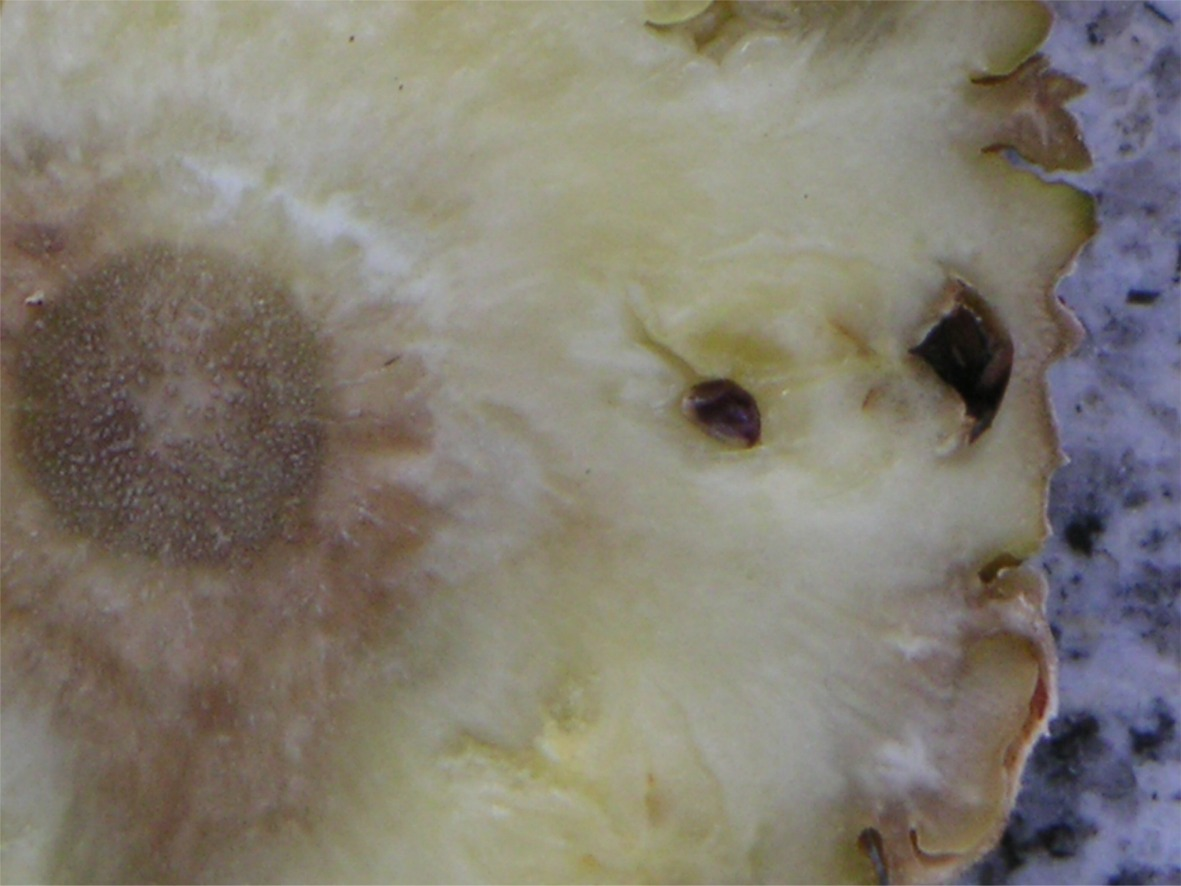
Samen im Fruchtfleisch, links das Fruchtinnere, rechts die Schale der Frucht, Querschnitt

Die Blätter sind schmal lanzettlich, bis zu 120 cm lang und 3 bis 7 cm breit. Die Blattscheide umschließt den Stamm zu rund zwei Drittel. Die Blattränder sind nach oben gebogen, sodass der Blattquerschnitt halbmondförmig ist. Dies erhöht die Biegungsfestigkeit des Blattes. Der Blattrand ist stachelartig scharf gezähnt. Die Zähne können bei manchen Sorten auch fehlen. Die Blattspitze ist dornig zugespitzt. Das Blatt ist relativ dick.
Die Epidermis trägt an der Unterseite die Stomata und schildförmige Trichome. Diese sind kurz gestielt, sodass die Unterseite weißlich erscheint. An der Blattoberseite sitzen wesentlich weniger Trichome, sie konzentrieren sich hier auf die basalen Abschnitte. Die Epidermiszellen besitzen stark verdickte radiale und innere Zellwände, sind tot und von einem großen Silikatkörper ausgefüllt. Unter der Epidermis befindet sich eine hypodermale Schicht aus stark verdickten, kollenchymatischen Zellen. An der Blattoberseite befindet sich ein Wasserspeichergewebe ohne Chlorophyll, das bis zur Hälfte des Blattquerschnitts einnehmen kann. Darunter befindet sich das Mesophyll. In diesem eingebettet sind: die Leitbündel mit einer Kappe aus Sklerenchymfasern über Xylem und Phloem; Faserstränge; Lüftungskanäle aus sternförmigen Zellen. Die Leitbündel sind von einer tanninhaltigen Parenchymscheide umgeben.

### Wurzeln
Die Wurzeln sind Adventivwurzeln, die an den unteren Knoten des Stammes entspringen. Sie bilden ein dichtes Wurzelnetz, das rund einen Meter tief in den Boden eindringt und seitlich ein bis zwei Meter reicht. Die Wurzeln sind in der Regel mykorrhiziert. In den oberirdischen Blattachseln entwickeln sich ebenfalls Wurzeln, die bis zehn Zentimeter lang werden, und Wasser und Nährstoffe aufnehmen, die sich in der Blattrosette ansammeln.
Die Wurzeln besitzen eine polyarche Stele mit bis zu 30 Xylemsträngen in den Wurzeln erster Ordnung.

### Blüten- und Fruchtstand
Aus dem Vegetationskegel des Stammes entwickelt sich jedes Jahr der 30 cm lange Blütenstandsschaft. Am zapfenförmigen Blütenstand sitzen über 100 Einzelblüten in acht Spiralen. Am oberen Ende befinden sich laubblattartige Hochblätter, die einen Schopf bilden.

#### Blüte
Die unteren Teile der Blüten sind mit ihrem Tragblatt und auch untereinander verwachsen. Die zwittrigen Blüten sind dreizählig, wie bei den Einkeimblättrigen üblich. Die Blütenhüllblätter sind unterschiedlich, die drei Kelchblätter sind unscheinbar, fleischig und kürzer als die drei purpurn bis violett gefärbten Kronblätter. Es gibt zwei Staubblattkreise mit je drei Staubblättern. Der Fruchtknoten ist unterständig und hat drei Fächer. In jedem Fach sitzen 14 bis 20 meist anatrope Samenanlagen in zwei Reihen an der axillären Plazenta. Der Griffel ist dreinarbig. In den Septen zwischen den Fruchtblättern sitzen drei Nektar-Drüsen.
Da die Kronblätter nur eine sehr kleine Öffnung freilassen, kann die Bestäubung nur durch sehr kleine Insekten erfolgen. In Südamerika erfolgt sie auch durch manche Kolibriarten. Die Öffnung der Blüten erfolgt im Blütenstand von unten nach oben und erstreckt sich in Summe über drei bis vier Wochen. Die Blüten sind selbststeril. Die Fruchtbildung erfolgt jedoch auch ohne Befruchtung (Parthenokarpie), die Früchte haben dann keine Samen. Fruchtverbände mit Samen sind nicht für den Verzehr geeignet, da sie dann 2000 bis 3000 raue Samen mit hartem Endosperm bilden, die 3–5 mm lang sind und einen Durchmesser von 1–2 mm haben. Samen werden bei Kultursorten nicht gebildet, denn sie sind steril. Nach der Blüte bleiben die Blütenorgane erhalten, Griffel, Staubblätter, Blütenblätter vertrocknen lediglich.

#### Fruchtverband
Die sogenannte Ananasfrucht setzt sich aus den Beeren-Früchten des ganzen Fruchtstandes sowie der Fruchtstandsachse und dem Blattschopf an der Spitze zusammen, ist also ein Beerenfruchtverband. Sie ist zylindrisch bis kegelförmig. Größe, Gestalt, Geschmack und Farbe sind je nach Sorte sehr unterschiedlich, die Farbe des Fruchtstandes reicht von gelblich bis bräunlich, die des Fruchtfleisches von weißlich bis tiefgelb.
Im Inneren des Fruchtstandes befindet sich die verdickte, fleischige, aber auch faserige Blütenstandsachse. Nach außen folgt der gewöhnlich als Fruchtfleisch bezeichnete Teil, der aus den Beeren und den unteren Abschnitten der Tragblätter besteht, die alle verwachsen sind. Das Äußere des Fruchtstandes („Rinde“) besteht aus den Kelch- und Blütenblättern, dem obersten Teil der Fruchtknoten und den braunen, häutigen Enden der Tragblätter.

### Inhaltsstoffe der Früchte
Die Ananasfrucht ist reich an Vitaminen (besonders Vitamin C) und Mineralstoffen sowie an Enzymen (u. a. Bromelain oder Bromelin, Invertase).
Der physiologische Brennwert beträgt 232 kJ/100 g (= 56 kcal/100 g). Es sind 12,4 g Kohlenhydrate, 0,5 g Proteine, 0,2 g Fett und 84,7 g Wasser enthalten. Folgende Vitaminwerte sind in 100 g vorhanden: 0,2 mg Niacin, 10 µg Vitamin A, 0,08 mg Vitamin B1, 0,03 mg Vitamin B2, 0,08 mg Vitamin B6, 20 mg Vitamin C, 0,1 mg Vitamin E.

### Physiologie
Die Ananas ist eine CAM-Pflanze: In Trockenperioden öffnet sie ihre Spaltöffnungen (Stomata) nur nachts und fixiert das Kohlendioxid in Form von Säuren. Bei Tag wird das Kohlendioxid bei geschlossenen Spaltöffnungen wieder freigesetzt und steht somit der Photosynthese zur Verfügung. Mit diesem Mechanismus wird der Wasserverlust durch Verdunstung minimiert. Sie ist eine der wenigen CAM-Pflanzen von kommerzieller Bedeutung.

## Systematik und Herkunft
Die Art Ananas comosus ist nur in Kultur bekannt. Sie dürfte aus Ananas ananassoides hervorgegangen sein. Es wird angenommen, dass A. comosus im nördlichen Teil des Gattungs-Areals entstanden ist, in einem Gebiet im nördlichen Südamerika zwischen 10° nördlicher und 10° südlicher Breite sowie 55° und 75° westlicher Länge. Einige Forscher sahen aufgrund ihrer molekularbiologischen Studien die Notwendigkeit, alle Ananas-Arten in einer Art, A. comosus zusammenzufassen. Die Kultur-Ananas wäre nach dieser Systematik die Varietät Ananas comosus var. comosus. Diese Ansicht hat sich noch nicht durchgesetzt, und sowohl die intraspezifische Beziehung als auch die interspezifische Verwandtschaft der Gattung Ananas in der Familie der Bromeliaceae (Bromelien) bleiben auch heute noch ungeklärt und sind Gegenstand der aktuellen Forschung (siehe auch Ananas (Gattung)).

### Sorten

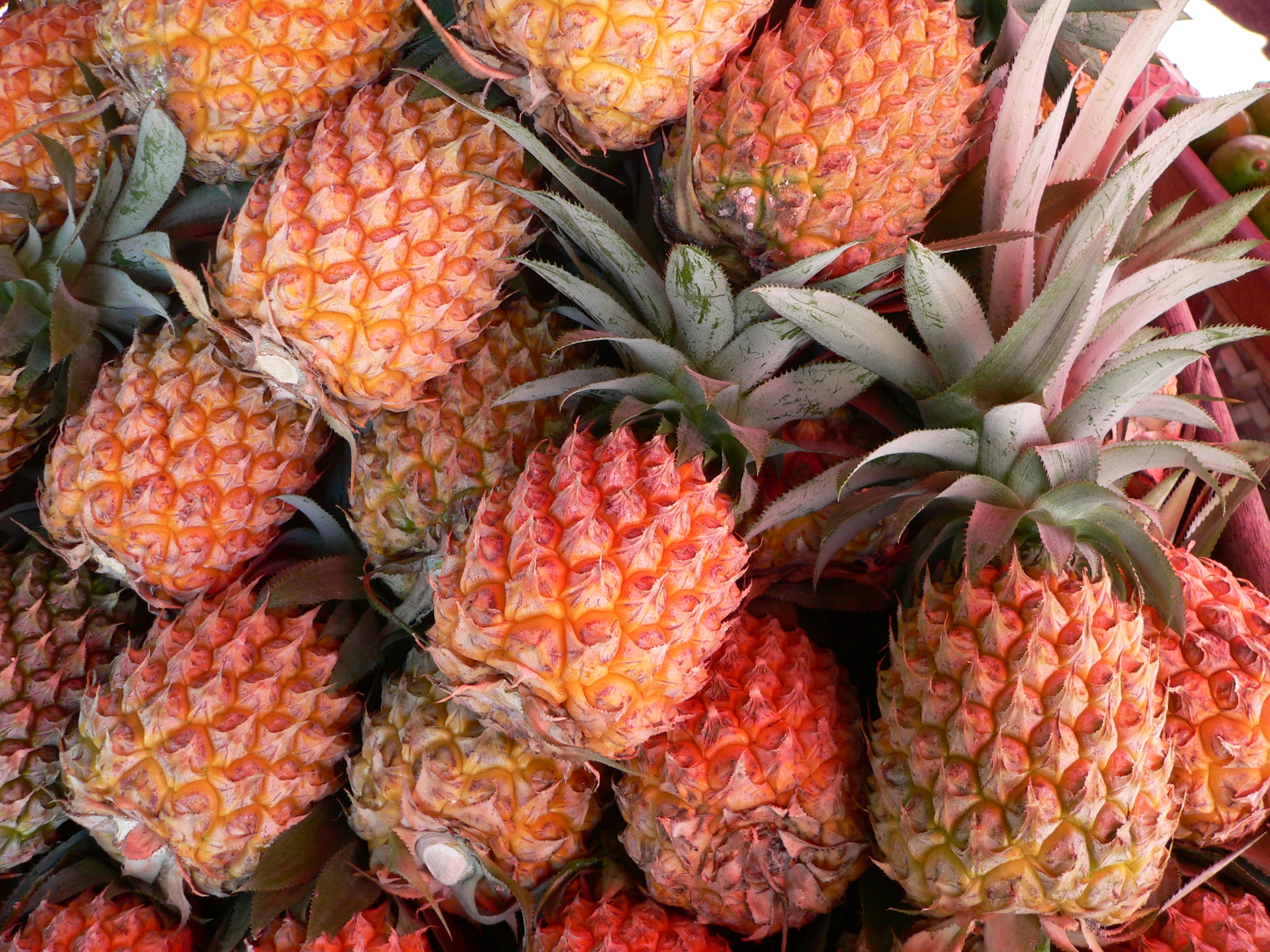
Ananas der Sorte Victoria, angebaut auf Réunion

Es gibt eine große Anzahl von lokalen Sorten. Für den kommerziellen Anbau sind jedoch relativ wenige Sorten von Bedeutung. Sie werden in fünf Sortengruppen zusammengefasst:
- Cayenne-Gruppe mit Smooth Cayenne, Kew, Hilo, Baron Rothschild: Sie ist die wichtigste Sorten-Gruppe. Die Früchte werden bis vier Kilogramm schwer, sind zylindrisch, orangegelb und faserarm. Das Fruchtfleisch ist hellgelb und aromatisch. Um 2000 wurde die Sorte Smooth Cayenne durch die MD2 als kommerziell bedeutsamste Sorte abgelöst. Diese zeichnet sich durch eine höhere Süße und geringe Säure, sowie längere Haltbarkeit von einem (ungekühlt) bis zwei (gekühlt) Monaten aus.[11]
- Queen-Gruppe mit Natal Queen, Victoria, Alexandra, MacGregor, Z. Queen, Ripley Queen und Fairy Queen: Sie sind hinsichtlich Habitus und Frucht kleiner als die Sorte Cayenne. Die Blätter sind schmal und kurz und haben gebogene Randstacheln. Die Früchte werden bis zu 1,3 kg schwer. Das Fruchtfleisch ist häufig kräftig gelb. Die Früchte sind aromatisch, süß, haben wenig Fasern und werden meist für den Frischverzehr angebaut.
- Spanish-Gruppe mit Singapore Spanish, Red Spanish: Die Blätter sind lang, schmal, meist stachlig. Die Früchte haben weißes Fleisch, sind rötlich-gelb, rund und recht faserreich bei bis zu 2,3 kg.
- Pernambuco-Gruppe mit Pernambuco, Sugar Loaf, Abacaxi, Paulista: Die Blätter sind lang und schmal mit kleinen, geraden Stacheln und einem breiten roten Streifen. Die Früchte sind pyramidenförmig, grüngelb mit weißem bis gelblichem Fleisch ohne Fasern. Sie werden besonders in Brasilien und Venezuela für den lokalen Verbrauch angebaut.
- Perolera-Gruppe mit Milagreña, Perolera, Tachirense, Maipure: Die Blätter sind breit, lang sowie ganzrandig und an der Basis hellgrün. Die Früchte sind rötlichgelb mit einem eher kräftig gelben Fruchtfleisch.

### Rosé-Ananas
Das US-amerikanische Unternehmen Del Monte entwickelte auf Basis der verbreiteten Sorte MD2 (Del Monte Gold) einen Genotyp mit pinkem Fruchtfleisch. 2015 wurde für die pinke Ananas mit der Bezeichnung Rosé bzw. EF2-114 das US-amerikanische Patent USPP25763P3 erteilt. 2016 wurde die Rosé-Ananas von der US-amerikanischen Lebensmittelbehörde FDA freigegeben und ist seitdem auf dem US-amerikanischen Markt erhältlich.

## Geschichte

### Ananaspflanze in präkolumbischer Zeit

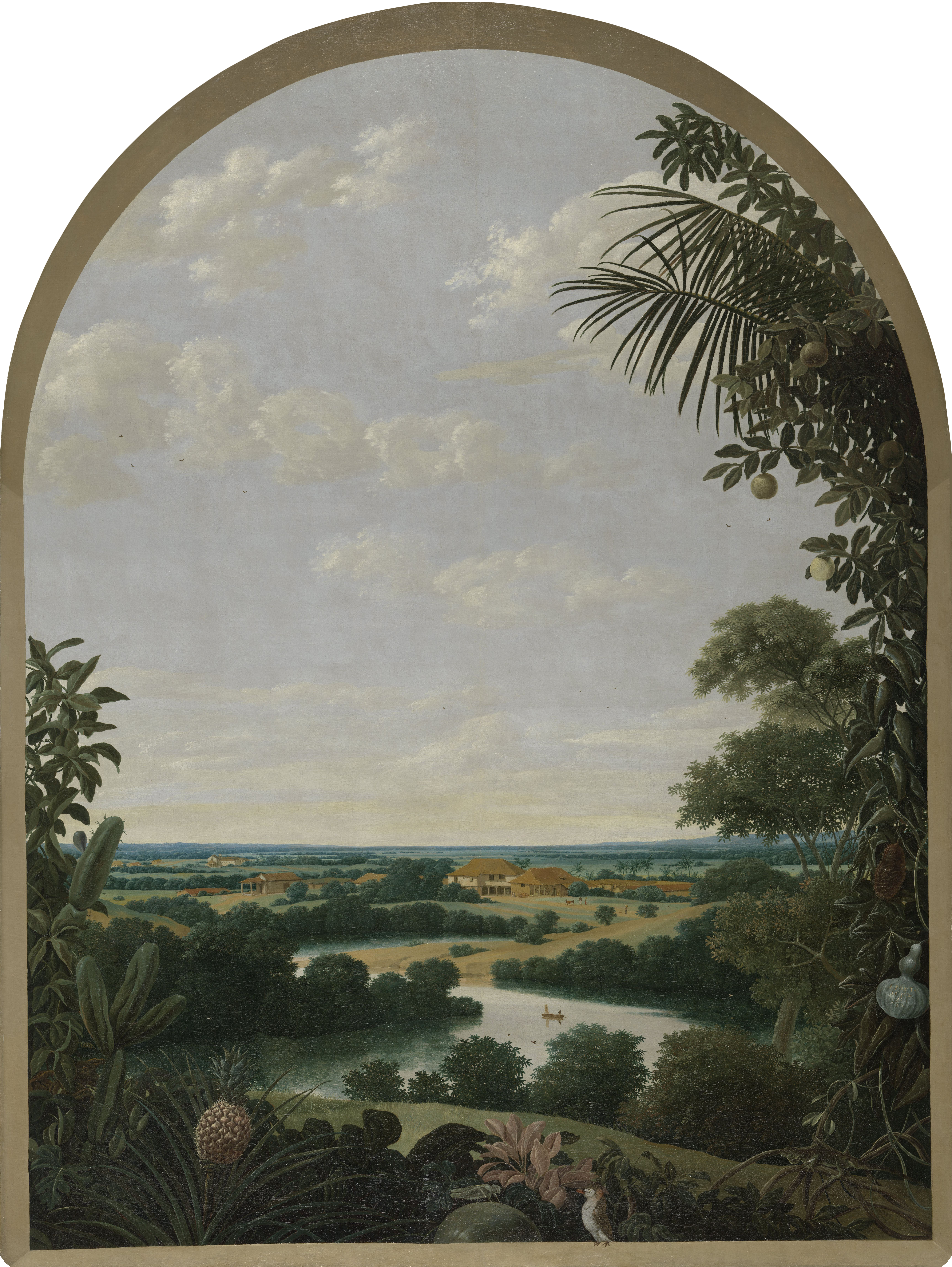
Frans Post: Brasilianische Landschaft, 1655. Im Vordergrund links ist eine Ananas abgebildet.

Die Ananas wurde bereits in präkolumbischer Zeit kultiviert und über weite Teile Südamerikas und im Norden bis nach Mexiko verbreitet. Es gibt wenig Belege für den Beginn der Kultivierung. Die Historikerin Francesca Beauman geht davon aus, dass der Kultivierungsprozess unmittelbar mit der Sesshaftigkeit der indigenen Völker des Amazonas begann. Da dies etwa 2000 Jahre v. Chr. geschehen sein soll, wäre die Kultivierung der Ananas damit seit rund 4000 Jahren erfolgt.
Die Ananasfrucht wurde von den indigenen Völkern Südamerikas als Nahrungsmittel, Heilmittel und zur Weinherstellung genutzt und gemeinsam mit Pflanzen wie Süßkartoffel, Kartoffeln und Erdnüssen angebaut. Zur Weinherstellung eignete sich die Ananas wegen ihres hohen Zuckergehalts besonders, und ihre ganzjährige Verfügbarkeit machte ihren Anbau in besonderem Maße attraktiv. Aus den Blättern der Pflanze wurden außerdem Fasern gewonnen, die zum Teil zu Kleidung verarbeitet wurden. Im präkolumbischen Südamerika waren die Ananasfasern außerdem das Material, das am häufigsten für Bogensehnen verwendet wurde.

### Entdeckung der Ananaspflanze durch Europäer

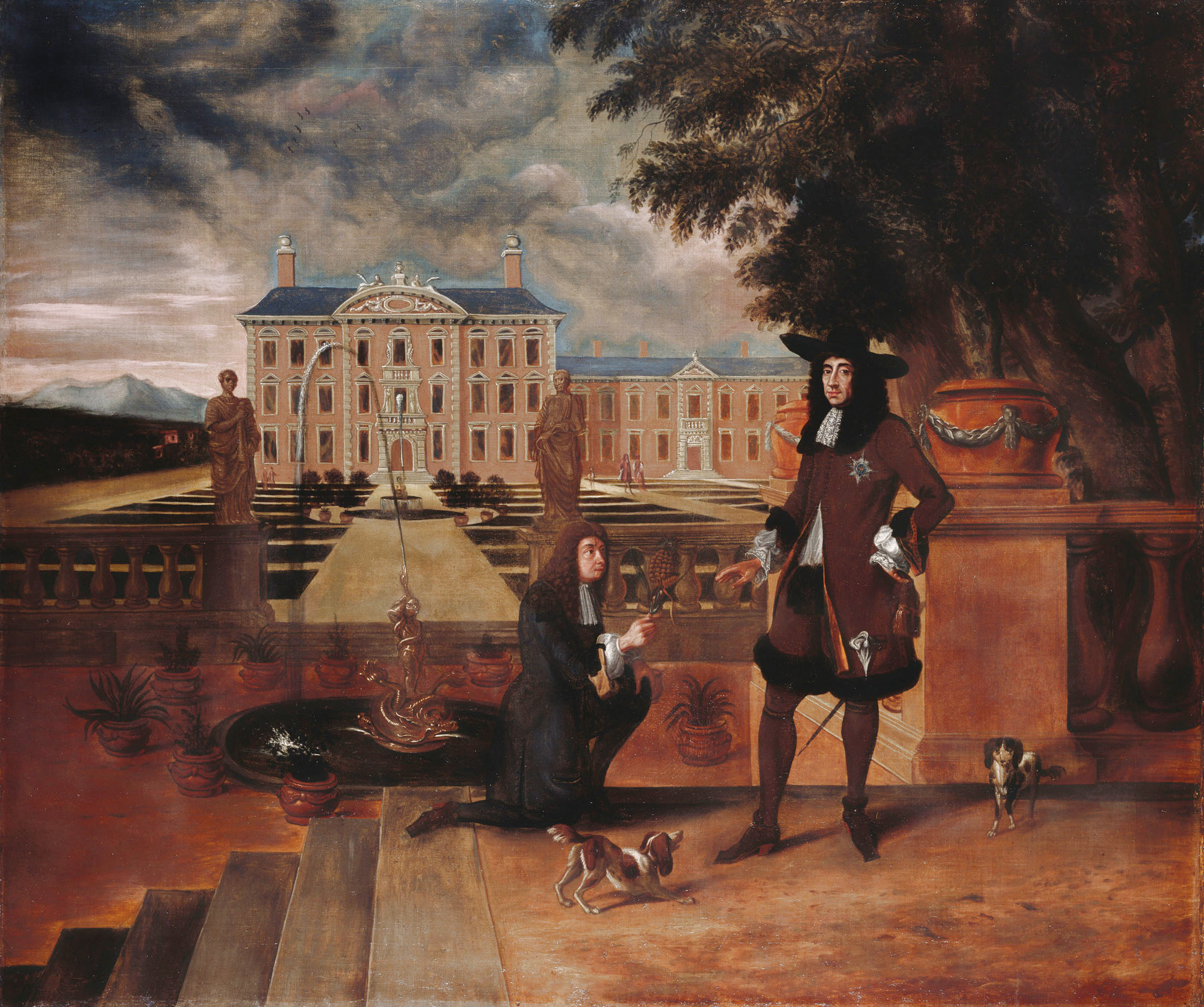
Ananas im Gemälde von Hendrik Danckerts, 1675: John Rose präsentiert Karl II. die erste in England gezogene Ananaspflanze.

Die Ananas wurde von Christoph Kolumbus bei seiner zweiten Reise am 4. November 1493 auf Guadeloupe für Europa entdeckt. Die indigene Bevölkerung übergab ihm Ananasfrüchte als Willkommensgeschenk. Als Zucker in Europa noch zu den Luxusgütern zählte, stellte eine kultivierte Frucht mit einer derartigen Süße eine Besonderheit dar. 1514 in Panama spiegelte entsprechend die erste ausführliche Beschreibung der Ananasfrucht die Begeisterung ihres Verfassers, Gonzalo Fernández de Oviedo y Valdés, wider. Er beschrieb sie als weltweit unvergleichbare Frucht und lobte dabei sowohl ihre Erscheinung als auch ihren zarten Geruch sowie exzellenten, unbeschreiblichen Geschmack. Die erste Erwähnung des Wortes Ananas stammt von André Thevet 1555.

### Weltweite Verbreitung der Ananaspflanze durch Kultivierung
Noch vor Ende des 16. Jahrhunderts wurden Ananaspflanzen in den meisten tropischen Gebieten der Welt angebaut. Die Verbreitungsgeschwindigkeit der Ananaskultur weltweit ist für das 16. Jahrhundert außergewöhnlich hoch. Als entscheidende Faktoren dafür werden sowohl das zügige Verrotten der Früchte bei gleichzeitig hoher Widerstandsfähigkeit als auch die einfache Kultivierung nach einer längeren Seereise beschrieben. Für eine weltweite Verbreitung sorgten insbesondere die Portugiesen mit der Einführung der Ananaspflanze beispielsweise kurz nach 1502 auf Sankt Helena sowie um 1550 in Indien. Auch für die Einführung in den ost- und westafrikanischen Küstenregionen waren sie verantwortlich, sodass sich in den meisten afrikanischen Sprachen die Bezeichnung für diese Pflanze und Frucht vom portugiesischen Wort ableitet. In den meisten Regionen mit für die Pflanze günstigen klimatischen Verhältnissen erfolgte eine schnelle Verbreitung ihres Anbaus. Dem holländischen Kaufmann Jan Huygen van Linschoten war die damals erst wenige Jahrzehnte alte Einführung der Ananaspflanze in Indien bewusst, weswegen er bereits 1596 den in Indien mittlerweile so gängigen Ananasanbau sowie den günstigen Preis für die Früchte der Pflanze beschrieb. In China war der Ananasanbau um 1656 bereits so üblich, dass Michał Boym, ein polnischer Jesuit, sie in seiner Flora Sinensis fälschlicherweise unter den einheimischen chinesischen Pflanzen führte.
Die geringe Haltbarkeit der Früchte setzte dem Handel lange Zeit enge Grenzen. Segelschiffe benötigten zu lange zum Zurücklegen der Strecken, um verkaufsfähige Früchte aus den Anbaugebieten in die nördlicheren Regionen der Welt zu transportieren. In den Besitz einer solchen Frucht zu gelangen, wurde nicht zuletzt deshalb zum Statussymbol. Die vermutlich erste nach Großbritannien transportierte reife Frucht wurde im Sommer 1661 feierlich von einer Handelsdelegation aus Barbados dem britischen König Karl II. überreicht. Erst im August 1668 wurde am britischen Königshof erneut eine Ananasfrucht serviert, ein Ereignis, das der britische Architekt und Gartenbauer John Evelyn sorgfältig in seinem Tagebuch dokumentierte. Ein Gemälde aus dem Jahre 1677, das allgemein dem holländischen Maler Hendrik Danckerts zugeschrieben wird, zeigt Karl II., wie ihm vom königlichen Gärtner John Rose eine Ananaspflanze überreicht wird – angeblich die erste, die auf englischem Boden gezogen wurde. Die Historikerin Francesca Beauman hält jedoch fest, dass zu dem Zeitpunkt noch nicht die notwendige Treibhaustechnik entwickelt war, die es erlaubt hätte, aus einem Schössling eine fruchttragende Pflanze heranzuziehen. Sie vertritt die Ansicht, dass Rose lediglich eine aus Übersee importierte und bereits fruchttragende Pflanze so lange pflegen konnte, bis ihre Frucht essbar war.

### Frühe Erfolge der niederländischen Gewächshauskultur

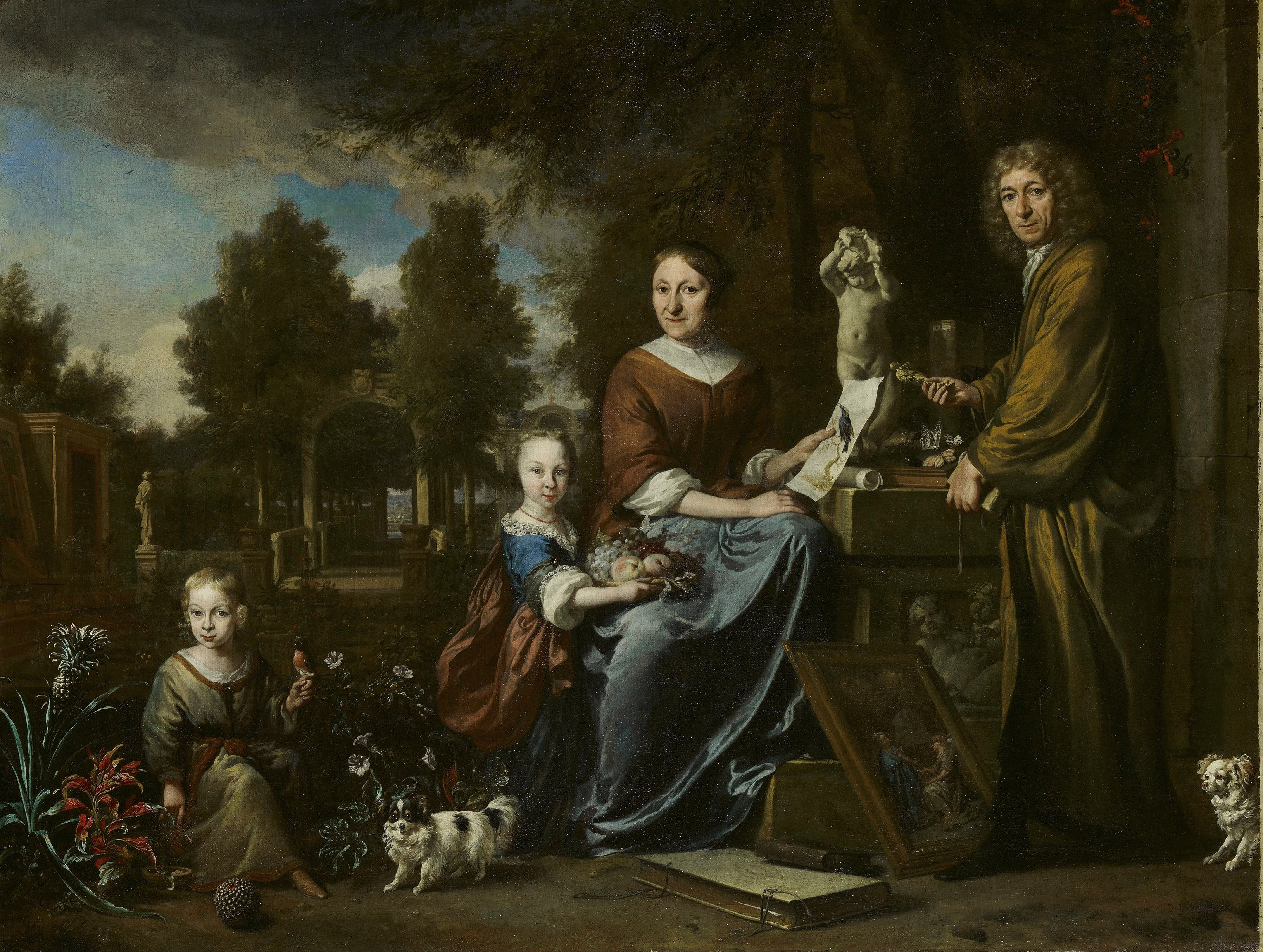
Jan Weenix: Agnes Block und ihre Familie im Garten ihres Landsitzes Vijverhof, c. 1690. In den Gewächshäusern von Block wurde die erste in Europa gezogene Ananasfrucht geerntet.

Schösslinge (Kindel) der Ananaspflanze waren in Gewächshäusern von botanischen Gärten wie dem Hortus Botanicus Leiden bereits Mitte des 17. Jahrhunderts gepflegt und erfolgreich vermehrt worden, sodass Pflanzen des botanischen Gartens der holländischen Stadt Leiden die Ananaskultur in Südafrika begründeten. Verglichen zur vegetativen Vermehrung stellte die erfolgreiche Fruchtreife bei der Pflege von Schösslingen eine wesentlich höhere Herausforderung an die Kultivierung im Gewächshaus. Eine gleichmäßig hohe Temperatur des Bodens und der Luft sowie sehr gute Lichtverhältnisse wurden dafür benötigt. Verlässliche Thermometer zum Messen der Raumtemperatur, standen aber beispielsweise erst um 1714 zur Verfügung.
Die Niederlande galt im 17. Jahrhundert als das in Gartenkultur führende Land und entsprechend wurden hier die ersten europäischen Erfolge beim Ananasanbau erzielt. Ausschlaggebend war zunächst die Entwicklung entsprechender Gewächshäuser. Das erste Gewächshaus, in dem auf Grund der Lichtverhältnisse und der erzielbaren Bodentemperatur eine Kultivierung von Ananasfrüchten theoretisch möglich war, entstand 1682 im Hortus Botanicus Amsterdam. Drei Seiten des kleinen Hauses waren verglast, der Boden wurde von unten durch Torföfen beheizt und weitere Rohre erwärmten die Luft des Treibhauses. Es war allerdings kein botanischer Garten, dem der erste Ananasanbau gelang. 1685 zogen die Gärtner der Niederländerin Agnes Block auf deren Anwesen Vijverhof erstmals eine einzelne Ananasfrucht heran. Block, eine leidenschaftliche Sammlerin exotischer Pflanzen, war auf diese Leistung so stolz, dass sie eine Silbermedaille schlagen ließ, um das Ereignis zu feiern. Die Medaille trug die Inschrift Fert Arsque Laborque Quod Natura Negat – Können und Arbeit bringen hervor, was die Natur nicht kann. Ihr Landsmann Jan Commelin war 1688/1689 ähnlich erfolgreich. Wenig später gelang dem Sohn des Ökonomen und Philosophen Pieter de la Court, einem weiteren Niederländer, eine erfolgreiche und regelmäßige Kultivierung einer größeren Anzahl von Pflanzen. Der Sohn des gleichnamigen Ökonomen war der erste, der Rindenmulch von Eichen für die Kultivierung einsetzte, was sich in der Folgezeit als einer der wesentlichen Erfolgsfaktoren herausstellte.

### Großbritannien – Ananasanbau wird zur Mode des Adels

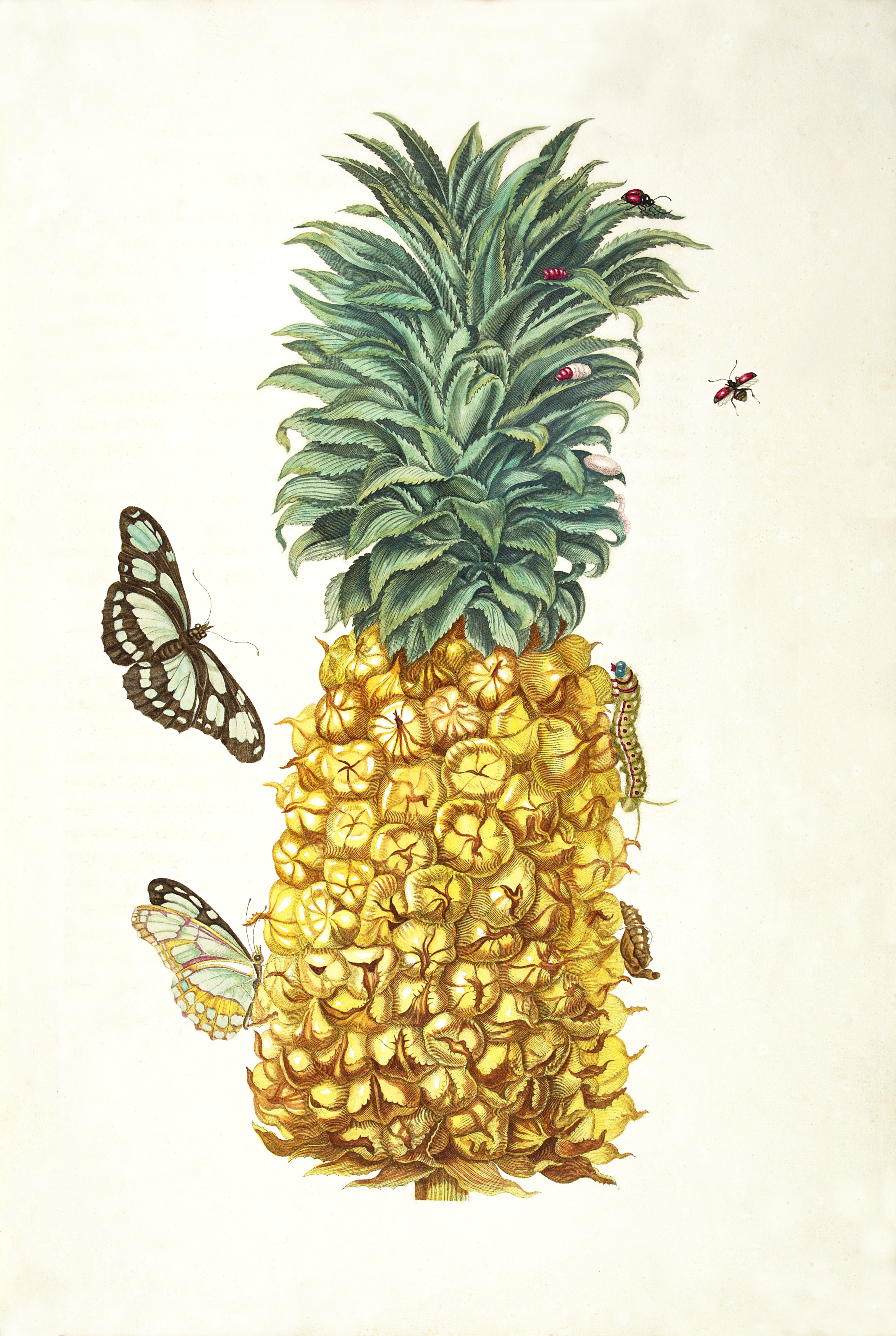
Maria Sibylla Merian: Reife Ananas, 1705

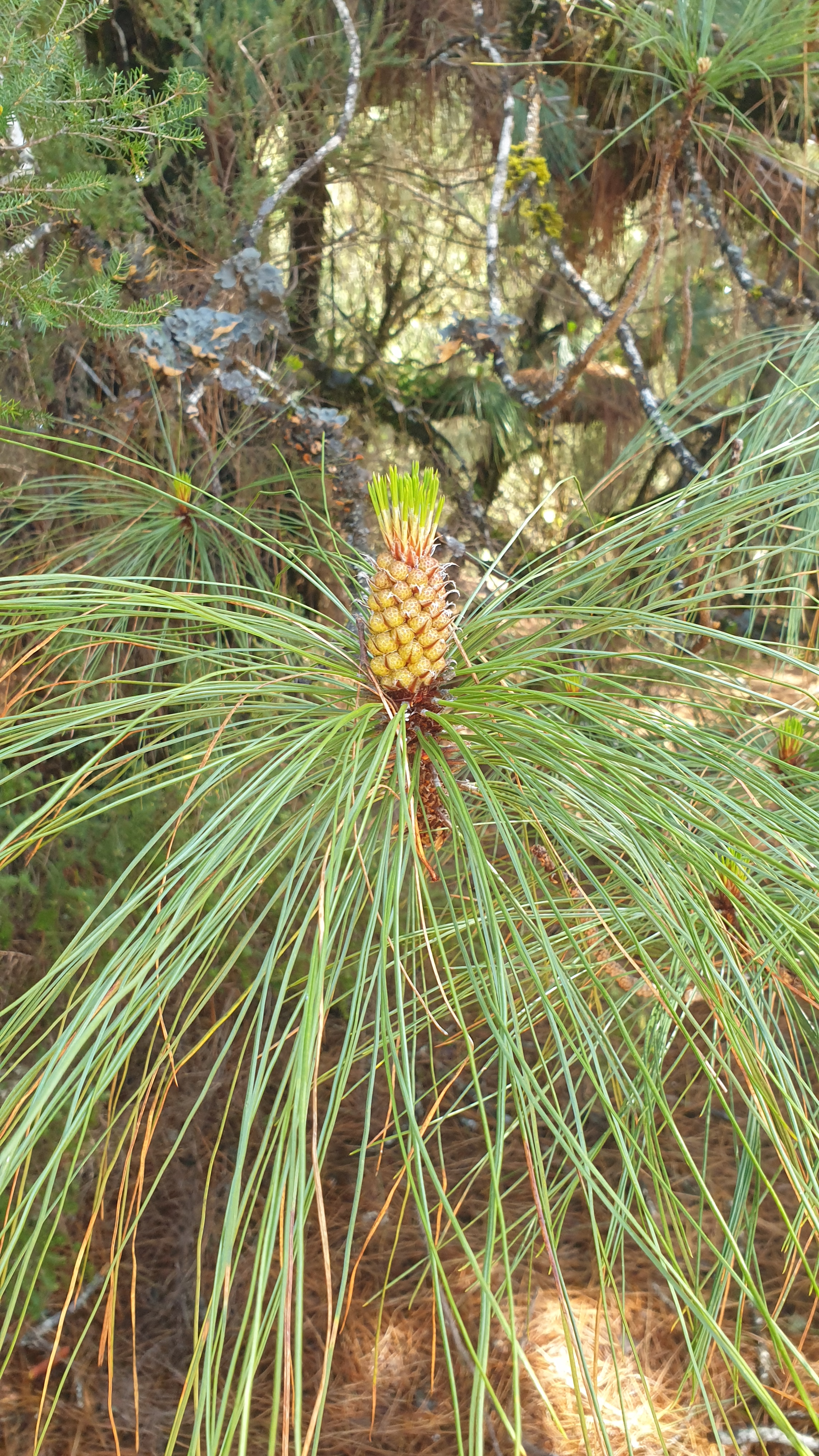
Etymologie der englischen und spanischen Bezeichnung der Frucht: Männliche Pollenzapfen der Kanarenkiefer, die in Büscheln gruppiert sind und die an das Aussehen einer Ananas erinnern, daher englisch pineapple und spanisch piña tropical.

Die Erfolge in den Niederlanden wurden bei der zweiten großen Kolonialmacht Großbritannien wiederholt, auch weil die mit den Niederlanden eng verbundenen Wilhelm von Oranien-Nassau und Maria II. 1689 Herrscher von England, Schottland und Irland wurden. Im Jahr der Thronbesteigung ließ Königin Maria in den Gärten der königlichen Residenz Hampton Court von Niederländern erste Gewächshäuser errichten. 1692 erwarb König Wilhelm die Pflanzensammlung des verstorbenen Caspar Fagel, der in den Niederlanden ebenfalls zu den früh erfolgreichen Ananasanbauern zählte. 1693 reifte in den Gewächshäusern von Hampton Court die erste Ananas heran. Das königliche Beispiel fand Nachahmer in Adelskreisen wie beispielsweise in Mary Somerset, Duchess of Beaufort, als eine Sammlerin exotischer Pflanzen und eine der ersten aus dem britischen Hochadel, die Gärten ihres Landsitzes mit solchen Häusern ausstatten ließ. Um 1725 waren entsprechende Gewächshäuser zur Ananaszucht bereits weit verbreitet, um 1770 gehörten sie zur Standardausstattung aristokratischer Gärten und Parks.
Häufig waren es niederländische Gärtner, die in diesen Gärten arbeiteten. Der aus den Niederlanden stammende Gärtner Henry Telende, der für einen Direktor der Britischen Ostindien-Kompanie arbeitete, entwickelte im 18. Jahrhundert die bevorzugte Methode zur Kultivierung dieser Pflanzen. In Töpfen gepflanzte Schösslinge wurden während des Sommerhalbjahres in mit Ziegelsteinen ausgemauerten und mit Glasfenstern abgedeckten Gruben (Pinery Pits) gepflegt. Erwärmt wurden diese Gruben durch verrottenden Pferdemist und Rindenmulch, die Abdeckung der Gruben durch Glasfenster ermöglichte den maximalen Lichteinfall. Im Winterhalbjahr kamen die Pflanzen in durch Öfen beheizte Gewächshäuser (Pinery, auch Pineapple Stove). Mit dieser Methode, bei der durch ständige Überwachung eine gleichmäßige Temperatur sichergestellt wurde, gelang es Früchte heranzuziehen, die in ihrer Größe jenen in den tropischen Freilandkulturen glichen.

### Luxusgut Ananas

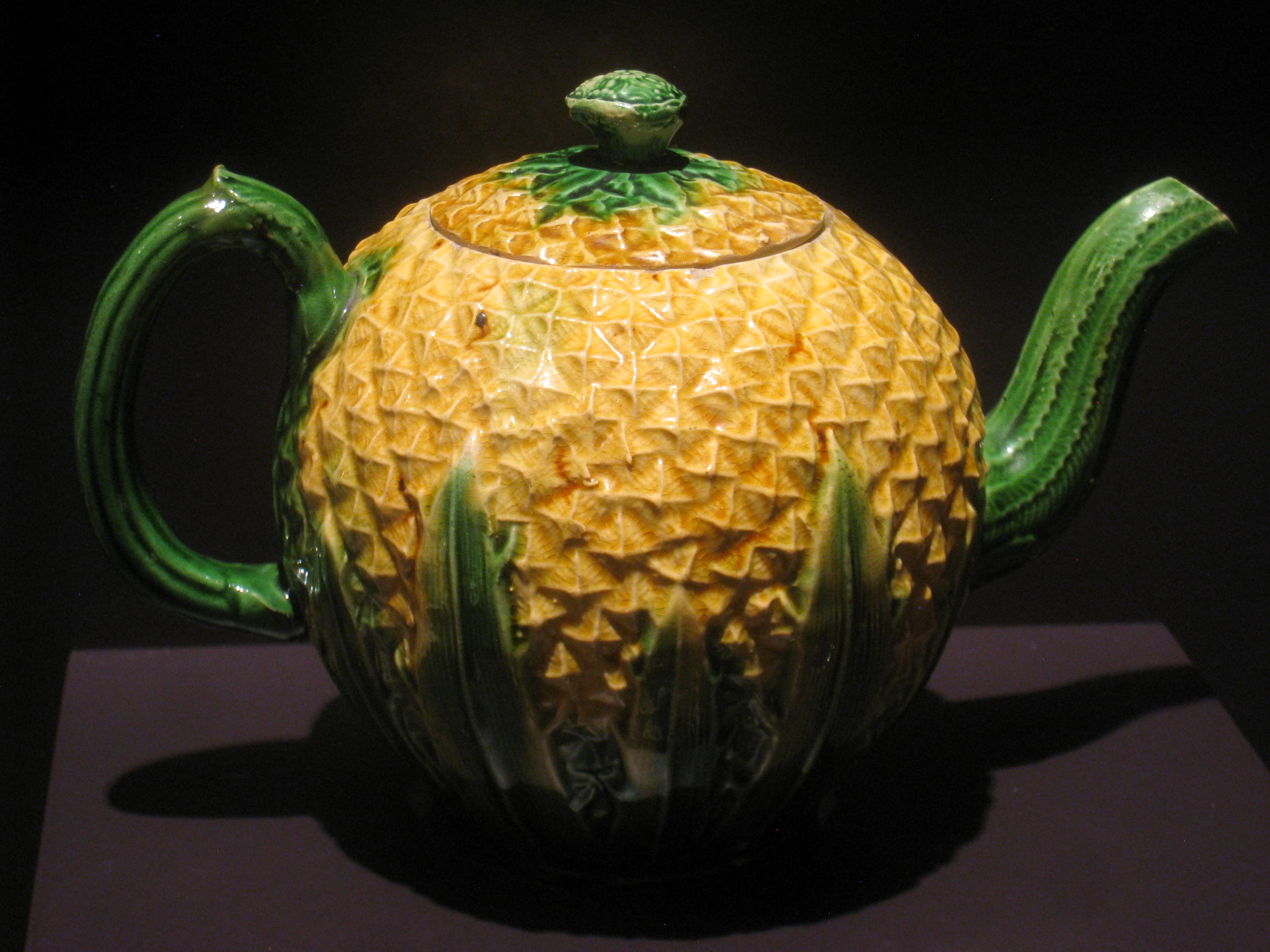
Teekanne der Firma Wedgwood, 1765

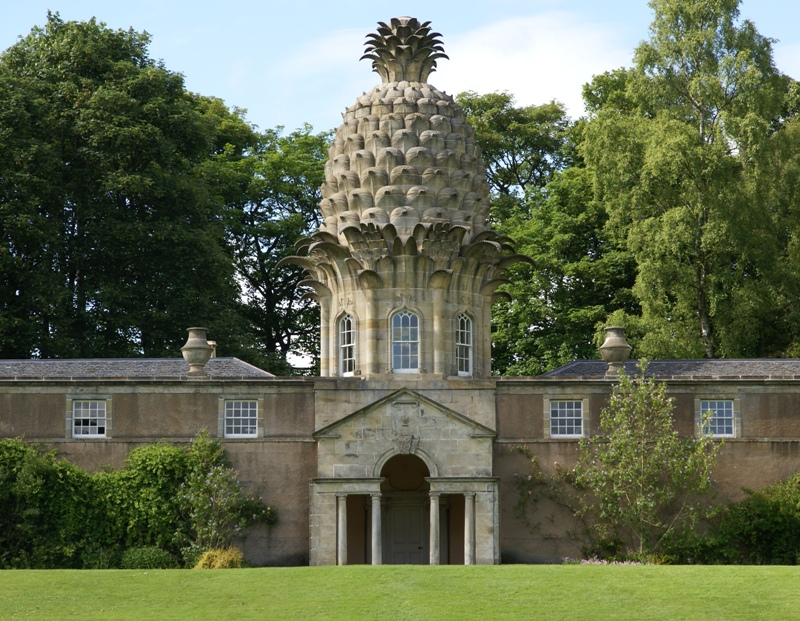
Dunmore Pineapple, 18. Jahrhundert

#### Kostspieliger Anbau der Ananaspflanze
Der eigene Ananasanbau wurde zum Statussymbol, weil er Reichtum symbolisierte durch den kostspieligen Bau der Glashäuser, den teuren Preis der Pflanzen sowie die hohen Betriebskosten der von mehreren Gärtnern betreuten Gewächshäuser. Drei Jahre brauchte es in der Regel bis zur Fruchtreife und jede Ananasfrucht repräsentierte schätzungsweise Kosten von 80 Britischen Pfund, zu der damaligen Zeit dem Gegenwert einer Kutsche. Geerntete Ananasfrüchte wurden zumindest zu Beginn des 18. Jahrhunderts nicht sofort gegessen, sondern waren Bestandteil der Dekoration bei den noch à la française servierten Mahlzeiten. Angerichtet wurden sie üblicherweise auf großen Silberplatten, umgeben von anderen Früchten wie Trauben, Erdbeeren und Orangen. Zum Symbol von Extravaganz wurde die Ananaspflanze insbesondere in Frankreich, nachdem Ludwig XV. 1738 ein Gewächshaus für 800 Pflanzen hatte bauen lassen. Verschwenderischen Luxus zeigte, wer wie der Herzog von Bouillon 4000 Pflanzen pflegen und täglich mehrere Ananasfrüchte an seiner Tafel servieren ließ.

#### Ananas als Zierelement in der Architektur
Ananasfrüchte tauchten zunehmend auch als Zierelemente der Inneneinrichtung auf. Josiah Wedgwood, Begründer der bekannten gleichnamigen Kunstkeramikfirma, entwarf in der Mitte des 18. Jahrhunderts ein ganzes Teeservice, dessen Design von dieser Frucht inspiriert war. Steinerne Ananasfrüchte begannen zunehmend Torpfosten zu zieren und einen spezifischen Lebensstil zu signalisieren. Nahe der schottischen Ortschaft Airth ließ Lord Dunmore im 18. Jahrhundert ein ganzes Sommerhaus, die sogenannte Dunmore Pineapple, in Form einer Ananas errichten.

#### Ananas als Symbol der Dekadenz
Zunehmend wurde die Ananas jedoch auch zum Symbol für dekadenten Luxus. Sie tauchte zunehmend in Karikaturen auf, um Verschwendungssucht zu symbolisieren. Der britische Schriftsteller George Walker (1772–1847) fragte in seinem 1799 veröffentlichten Roman The Vagabond, welches Recht ein Mann habe, für eine Guinee Ananas zu essen, wenn neben ihm ein Mann hungere, dem Brot für einen halben Pfennig fehle.

### Ananas als Massenkonsumartikel

#### Größere Gewächshäuser
Zu Beginn des 19. Jahrhunderts erlaubten es Entwicklungen bei der Glasherstellung größere Gewächshäuser zu errichten. Wohlhabende aristokratische Haushalte legten nun darauf Wert, ganzjährig Ananasfrüchte zur Verfügung zu haben. Herrensitze wie Chatsworth House verfügten über nicht weniger als 30 Treibhäuser, von denen vier allein für Ananaspflanzen genutzt wurden. Artikel in britischen Gartenzeitschriften aus der ersten Hälfte des 19. Jahrhunderts zeigen auch bei der wohlhabendsten Mittelschicht den zunehmenden Besitz von Gewächshäusern mit Ananaspflanzen. Für diese gesellschaftliche Schicht wurde die Ananas zum alltäglichen Gut, wie das Beispiel mit dem britischen Naturforscher Charles Darwin, Sohn eines wohlhabenden Arztes, zeigt: Er war mit der Ananas so vertraut, dass er die Qualität in Freikultur gezogener tahitischer Ananaspflanzen mit den in Großbritannien gezogenen Früchten vergleichen konnte.
In einer Episode aus Elizabeth Gaskells Roman Ruth (1853) begeht ein dem wohlhabenden Bürgertum angehörender Protagonist den gesellschaftlichen Fauxpas, über den Preis der Ananas zu klagen und erntet das Erstaunen seiner Tischnachbarn, dass man über kein Ananasgewächshaus verfüge.

#### Einsatz der mit Dampfmaschinen betriebenen Transportschiffe
Der Einsatz von Dampfmaschinen als Antrieb auf Segelschiffen setzte der europäischen Gewächshauskultur ab der Mitte des 19. Jahrhunderts allmählich ein Ende. 1819 überquerte mit der Savannah erstmals ein mit einer Dampfmaschine angetriebenes Segelschiff den Atlantik und läutete damit eine Ära ein, die den Import auch so fragiler Früchte wie jene der Ananas aus Übersee erlaubte. 1820 brachte ein mit einer Dampfmaschine angetriebenes Segelschiff die erste größere Ladung von Ananasfrüchten aus Übersee nach Großbritannien. 1850 waren es bereits 200.000 Früchte, die nach einer Schätzung der britischen Zeitung Times innerhalb nur drei Monaten nach Großbritannien importiert wurden. 1864 exportierte allein der Inselstaat Bahamas mehr als 700.000 Früchte nach Großbritannien, und im selben Jahr begann man auf den Azoren mit dem Anbau der Ananas für den europäischen Markt.

#### Entwertung der Ananas
Das 1861 erschienene und an Hausfrauen der Mittelschicht gerichtete Book of Household Management von Isabella Beeton enthielt bereits die ersten Rezepte, mit denen Ananasfrüchte verarbeitet werden konnten. 1871 beschrieb das britische Gartenmagazin Journal of Horticulture, dass die einstmals so aristokratische Ananas nun lieblos auf dem Karren des Gemüsehändlers liege und für lächerliche Beträge verkauft werde.

### Dosenananas als preiswertes Gut

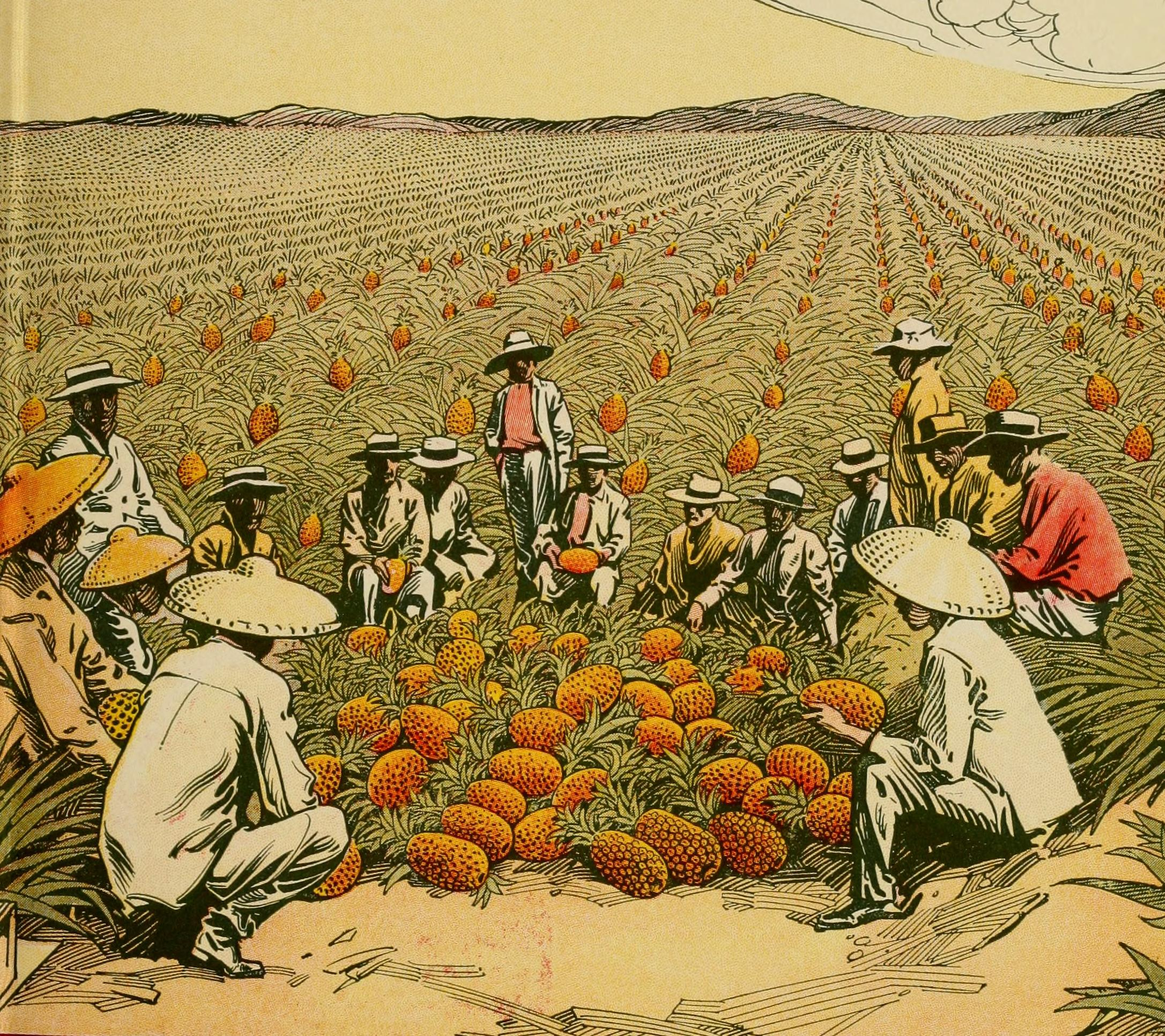
Arbeiter auf einer Ananasplantage, Buchillustration aus dem Jahr 1914

Frische Ananasfrüchte waren für große Teile der Bevölkerung jedoch immer noch zu teuer. In den 1880er Jahren kostete eine Frucht in Deutschland noch 5 bis 7 Mark (Preis von 20 bis 25 Kilogramm Roggenbrot). Dies änderte sich erst mit der Dosenananas.
Die Erhöhung der Haltbarkeit der Ananasfrucht durch das Einlegen in Dosen wurde bereits 1857 auf den Bahamas praktiziert, aber erst 1876 war man damit erfolgreich. In den 1880er Jahren gab es ähnliche Versuche auf Malaya, in Singapur und dann in Thailand, dem Kaiserreich China und auf den Philippinen. In großem Maßstab gelang die „Eindosung“ der Frucht erst ab 1890 durch Firmen in der US-amerikanischen Stadt Baltimore in Maryland. Die 1892 patentierte Zastrow-Maschine entfernte die faserige Blütenstandsachse und schnitt die Ananasfrucht dann in Scheiben. Erst eine weitere Erfindung – der Lewis Peeler – machte es möglich, die Früchte auch mechanisch zu schälen.
In Baltimore wurden importierte Früchte verarbeitet, die jedoch nicht immer in einwandfreiem Zustand dort ankamen. Zeitgleich versuchten erste Unternehmer, auf Hawaii Ananasplantagen zu entwickeln. Zu den erfolgreichsten zählte James Drummond Dole, der 1900 dort seine erste Plantage anlegte, die geernteten Früchte in einer Konservenfabrik verarbeitete und damit den Grundstein für die heutige Dole Food Company legte. Die Mechanisierung des Anbaus und der Ernte sowie die industrielle Verarbeitung machten Hawaii rasch zum führenden Ananas-Anbaugebiet. Die erste Marketing-Kampagne, die gezielt die Qualität der dort angebauten Früchte betonte, wurde 1908 in den USA gestartet. Im deutschen Sprachraum werden heute noch Ananasgerichte mit Hawaii assoziiert, etwa im Toast Hawaii oder Pizza Hawaii. Ab den 1950er Jahren wurde Hawaii zunächst von den Philippinen, später auch Thailand als Hauptproduzent abgelöst. Da die Bezeichnung Ananas in Österreich und Süddeutschland auch für die groß gezüchtete (Kultur-)Erdbeere (Fragaria × ananassa) steht, wird hier zur Unterscheidung häufig von Hawaii-Ananas gesprochen. Der Begriff hat sich erhalten, obwohl Hawaii nicht mehr zu den größten Produktionsländern zählt.

## Wirtschaftliche Bedeutung

### Die größten Produzenten
Laut FAO wurden 2023 weltweit 29.636.619 Tonnen Ananasfrüchte produziert, wobei Indonesien, die Philippinen und Costa Rica die drei größten Produzenten sind. Die USA mit ihrem Hauptanbaugebiet Hawaii, einst weltführend im Ananasanbau, liegen mit 168.208 Tonnen auf Platz 27.
Folgende Tabelle gibt eine Übersicht über die zehn größten Produzenten von Ananas weltweit, die insgesamt 68,7 % der Erntemenge produzierten.
| Rang | Land                | Menge (in t) |
| ---- | ------------------- | ------------ |
| 1    | Indonesien          | 3.156.576    |
| 2    | Philippinen         | 2.944.260    |
| 3    | Costa Rica          | 2.937.807    |
| 4    | Brasilien           | 2.387.393    |
| 5    | Volksrepublik China | 2.093.596    |
| 6    | Indien              | 1.828.000    |
| 7    | Nigeria             | 1.615.622    |
| 8    | Mexiko              | 1.272.559    |
| 9    | Thailand            | 1.258.028    |
| 10   | Kolumbien           | 853.169      |
|      | Summe Top Ten       | 20.347.010   |
|      | restliche Länder    | 9.289.610    |

Die Ananasfrucht steht in der Liste aller Obstsorten auf Platz 9 der Produktionsstatistik.

### Ernte und Erträge
Weltweit war im Jahr 2022 eine Anbaufläche von 1.059.203 ha mit Ananas bepflanzt. Der durchschnittliche Ertrag belief sich auf 277.200 Hektogramm pro Hektar, dies entspricht 27.720 kg/ha bzw. 27,7 t/ha.
Die Erträge unterscheiden sich je nach Sorte, Pflanzdichte, und Standortverhältnissen stark.
Für den Frischexport werden die Früchte vor der Fruchtreife geerntet und für die industrielle Verarbeitung wird fruchtreifes Ananasobst verwendet.
Das Blühen und somit der Fruchtansatz kann künstlich gesteuert werden durch Ethylen oder Ethin, da vier bis sechs Wochen nach einer Behandlung Blütenbildung einsetzt.

### Handel
Die größten Exporteure waren laut FAO im Jahr 2022 Costa Rica (1.942.509 t), die Philippinen (585.280 t) und die Niederlande (156.388 t).
Gleichzeitig importierten folgende Länder die größten Mengen an Ananas: USA (1.241.422 t), die Niederlande (225.534 t) und China (208.184 t). Deutschland importierte 132.154 t und belegte damit Rang 9.
Thailand spielt unter den Exportländern keine Rolle (Platz 21 mit 10.837 t) und ist insofern eine Ausnahme, da die Ananas hier hauptsächlich in kleinen Betrieben von ein bis fünf Hektar Größe angebaut wird.

## Anbau

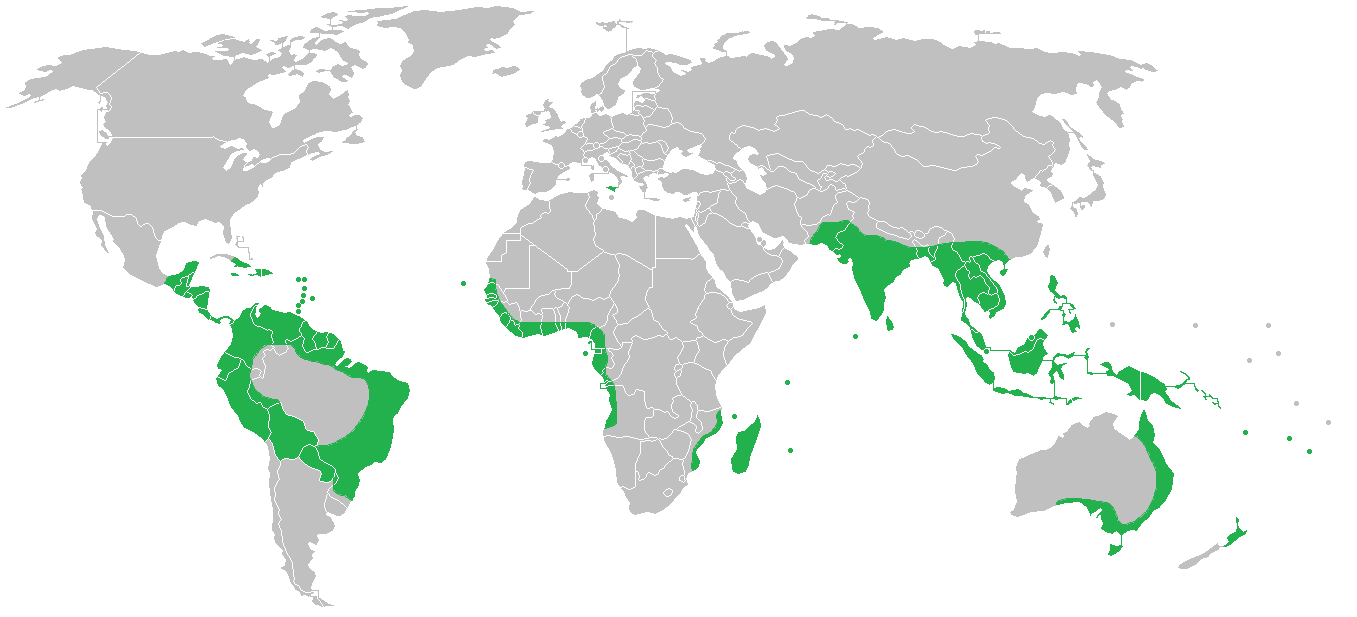
Anbaugebiete für Ananas

### Ansprüche
Die klimatisch günstigsten Anbaugebiete liegen in den Tropen zwischen 25° nördlicher wie südlicher Breite. In Südafrika und Australien wird die Ananaspflanze noch bis 34° südlicher Breite gepflanzt. In Europa werden Ananas seit Mitte des 19. Jahrhunderts auf den Azoren (São Miguel, z. B. in Fajã de Baixo) bei 37°N angebaut. In Äquatornähe werden die Plantagen auf bis zu 1500 m Seehöhe angelegt, in höheren Breiten nur mehr bis 500 m. Das Temperaturoptimum liegt zwischen 24 °C und 30 °C, unterhalb von 20 °C reduziert sich das Wachstum deutlich. Während der Fruchtreife können bereits Temperaturen unter 21 °C zu physiologischen Störungen führen, die sich in braunen Flecken in der Frucht äußern.
An Niederschlägen sind mindestens 800 bis 900 mm pro Jahr erforderlich, das Optimum liegt zwischen 1000 mm und 1500 mm.
Die Ansprüche der Ananas an den Boden sind eher gering. Sehr wichtig ist lediglich eine gute Wasserführung, da bereits kurze Perioden mit Staunässe die Pflanzen irreversibel schädigen. Am geeignetsten sind sandige Böden und Lehme. Bei pH-Werten über 5,5 können Calciumchlorosen an der Pflanze entstehen.

### Vermehrung und Anzucht

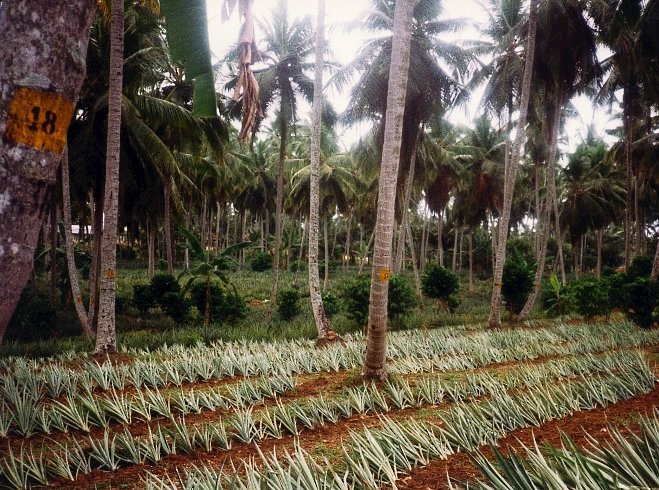
Schösslinge, bei Negombo im Westen Sri Lankas

Ananaspflanzen werden überwiegend vegetativ vermehrt, was sehr leicht und meist über Schösslinge erfolgt, wobei man je nach Entstehungsort an der Pflanze mehrere Schösslingsarten unterscheidet:
- Für die Vermehrung sind diejenigen Schösslinge am wichtigsten und besten geeignet, die in den Blattachseln entstehen. Sie werden shoots genannt.
- Weniger geeignet, da sie länger zur Entwicklung brauchen, sind Schösslinge des unterirdischen Stammteils (suckers), Schösslinge der Fruchtstielbasis (hapas) und Schösslinge am Fruchtstiel direkt an der Fruchtbasis (slips). Auch die Kronen (crown) der Früchte, botanisch Blattschopf, können zur Vermehrung eingesetzt werden.

Seltener werden aus dem entblätterten, manchmal auch geteilten Stamm Stecklinge gewonnen. In-vitro-Kulturen aus Sprossspitzen-Meristemen haben eine recht hohe Variabilität der so gewonnenen Pflanzen zur Folge.
Die Vermehrung durch Samen ist unüblich, da zum einen die Aufzucht bis zur Fruchtbildung länger dauert, zum anderen die Merkmale aufgrund der Fremdbefruchtung nicht konstant sind.

### Anbaumethoden

Feld in Ghana

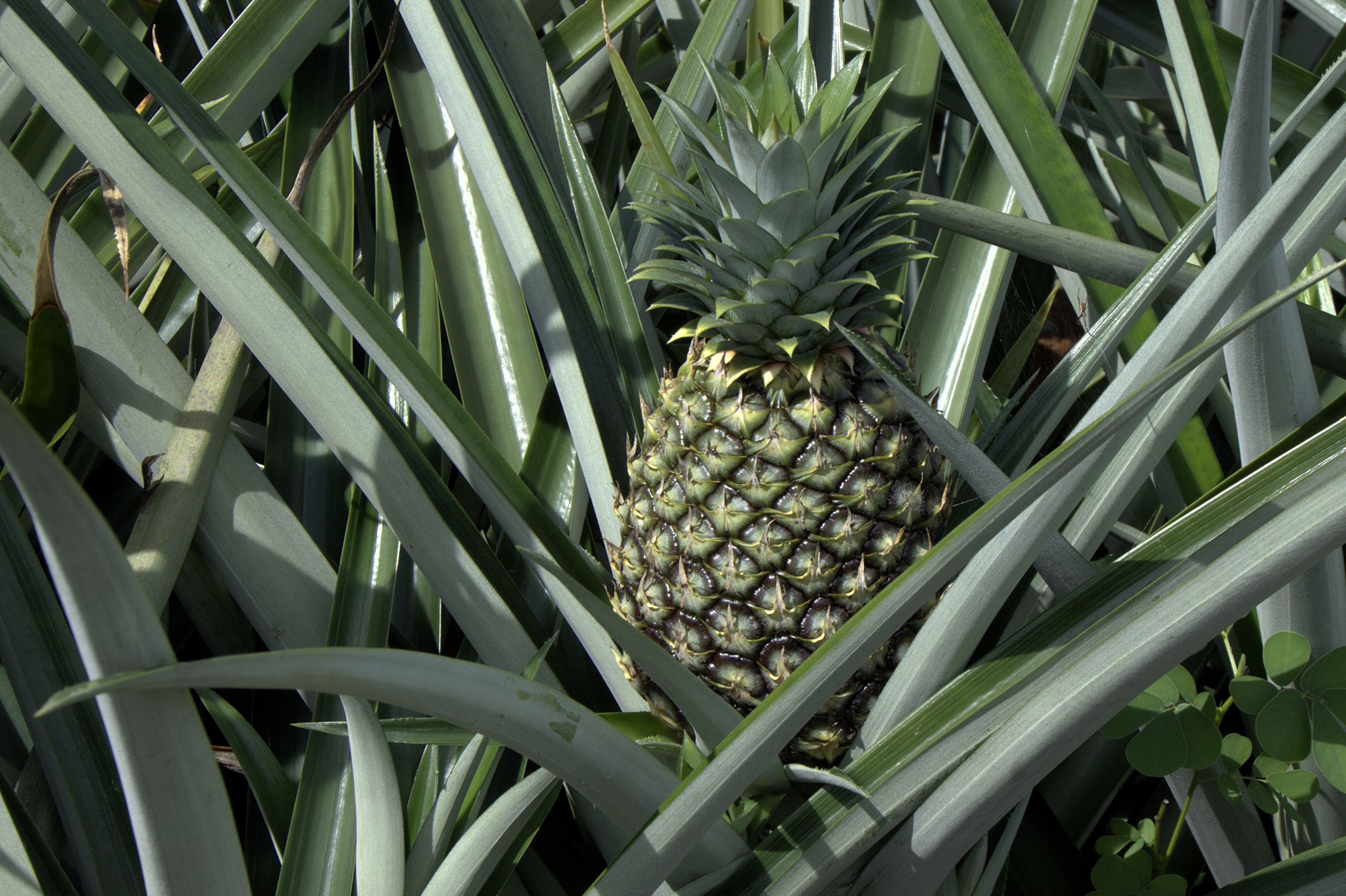
Reifende Frucht in Costa Rica

Der Anbauzyklus dauert selten länger als vier Jahre. Nach dem Pflanzen beträgt die Zeit bis zur ersten Ernte in den Äquatorregionen 14 bis 16 Monate, in kühleren Gebieten 18 bis 20 Monate. Die zweite und dritte Ernte erfolgt dann in kürzeren Intervallen, jedoch sinkt der Ertrag im Vergleich zur ersten Ernte kontinuierlich. Die zweite Ernte erbringt in kühleren Gebieten 60 bis 100 Prozent der ersten Ernte, in warmfeuchten Gebieten nur 40 Prozent.
Die Bestandesdichten liegen bei Pflanzen für den Frischverbrauch bei 60.000 bis 70.000 Pflanzen pro Hektar, für Konservenfrüchte bei 40.000 bis 50.000.
Zwischen zwei Anbauperioden werden Zwischenkulturen angebaut, häufig Gründüngerpflanzen wie Vigna unguiculata (Augenbohne), Crotalaria juncea und andere. Nahrungskulturen sind aufgrund der Residualwirkung von Herbiziden weniger geeignet.
Die Ananas wird nicht nur in Monokultur angebaut. In Zwischenkulturen wird sie zusammen mit Pflanzen mit kurzem Wachstumszyklus angebaut, wie Erdnuss, Reis, Bohnen und Gemüse. Als Unterkultur wird die Ananas unter Ölpalmen, Dattelpalmen, Zitrus-Arten, Avocado und Mango angepflanzt.

### Düngung und Pflege
Der wichtigste Faktor für Ertrag, Fruchtfarbe und Zusammensetzung des Fruchtsaftes ist die Stickstoff-Versorgung. Auch die Kalium-Versorgung ist wichtig, während Phosphor weniger bedeutend ist. In den Beständen muss der Boden ständig locker gehalten werden. Auch Unkräuter müssen entfernt werden, da die Ananas aufgrund ihrer Wuchsform leicht überwuchert wird. Wichtige Unkräuter sind das Nussgras (Cyperus rotundus) und Cynodon dactylon.

### Krankheiten und Schädlinge

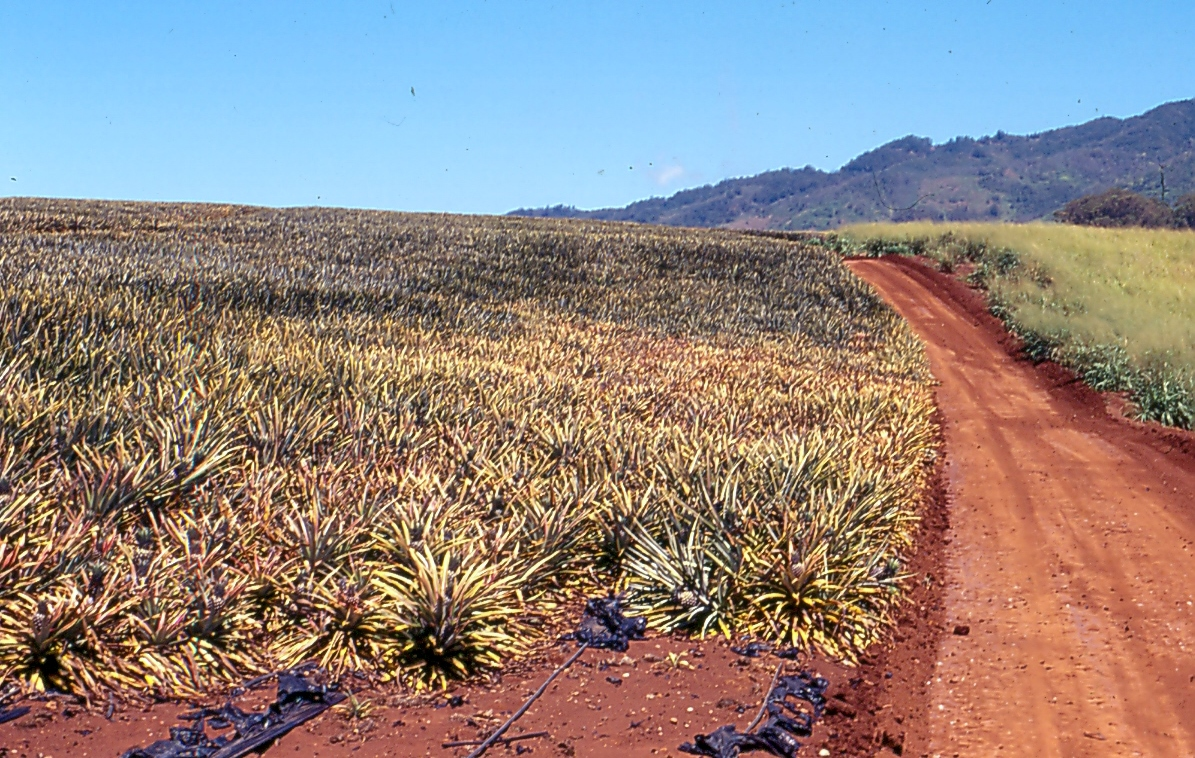
Wurzelfäule ausgelöst durch Phytophthora cinnamomi

Die Verluste durch Krankheiten, Schädlinge und Unkräuter belaufen sich auf rund 30 Prozent des potenziellen Ertrages.
Am weitesten verbreitet ist die Ananaswelke. Ein Hauptverursacher ist die Ananasschmierlaus (Dysmicoccus brevipes), die hauptsächlich an den Wurzeln saugt und diese zum Absterben bringt. Dysmicoccus neobrevipes befällt hauptsächlich die oberirdischen Organe. Weitere Verursacher von Herz- und Wurzelfäule sind außerdem Phytophthora cinnamomi, Phytophthora palmivora und Phytophthora nicotianae var. parasitica.
Fruchtfäulen treten zahlreich auf wie beispielsweise die Weichfäule (Ceratocystis paradoxa, Rhizopus stolonifer und Rhizopus oryzae), Trockenfäule (Curvularia verruculosa, Penicillium claviforme, Aspergillus flavus), Rotfäule (Pantoea agglomerans, Acetobacter aceti) und die Marmorkrankheit (Erwinia ananas, Acetobacter peroxydans).

## Verwendung

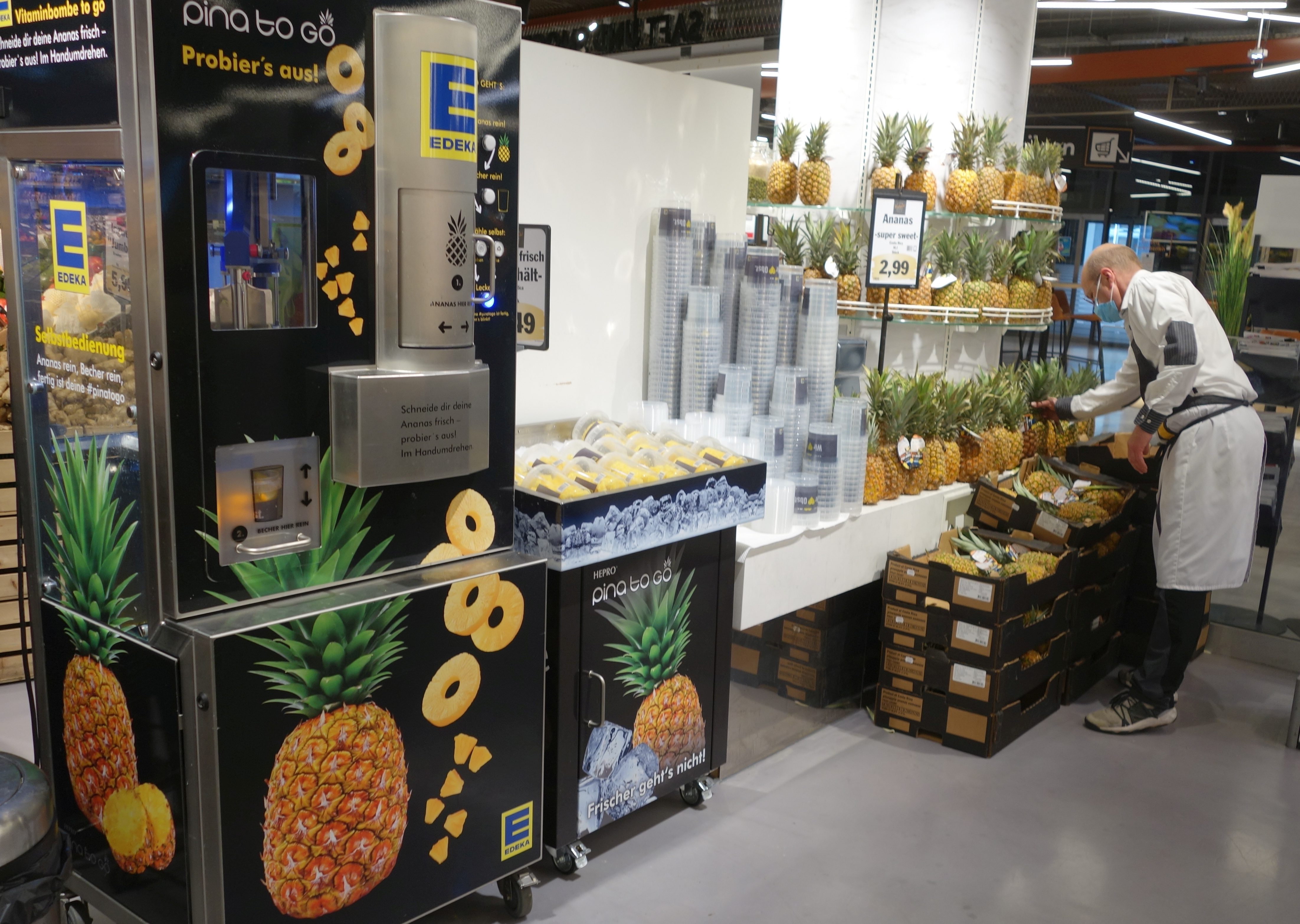
Ananasschälmaschine in Edeka Zurheide, Düsseldorf
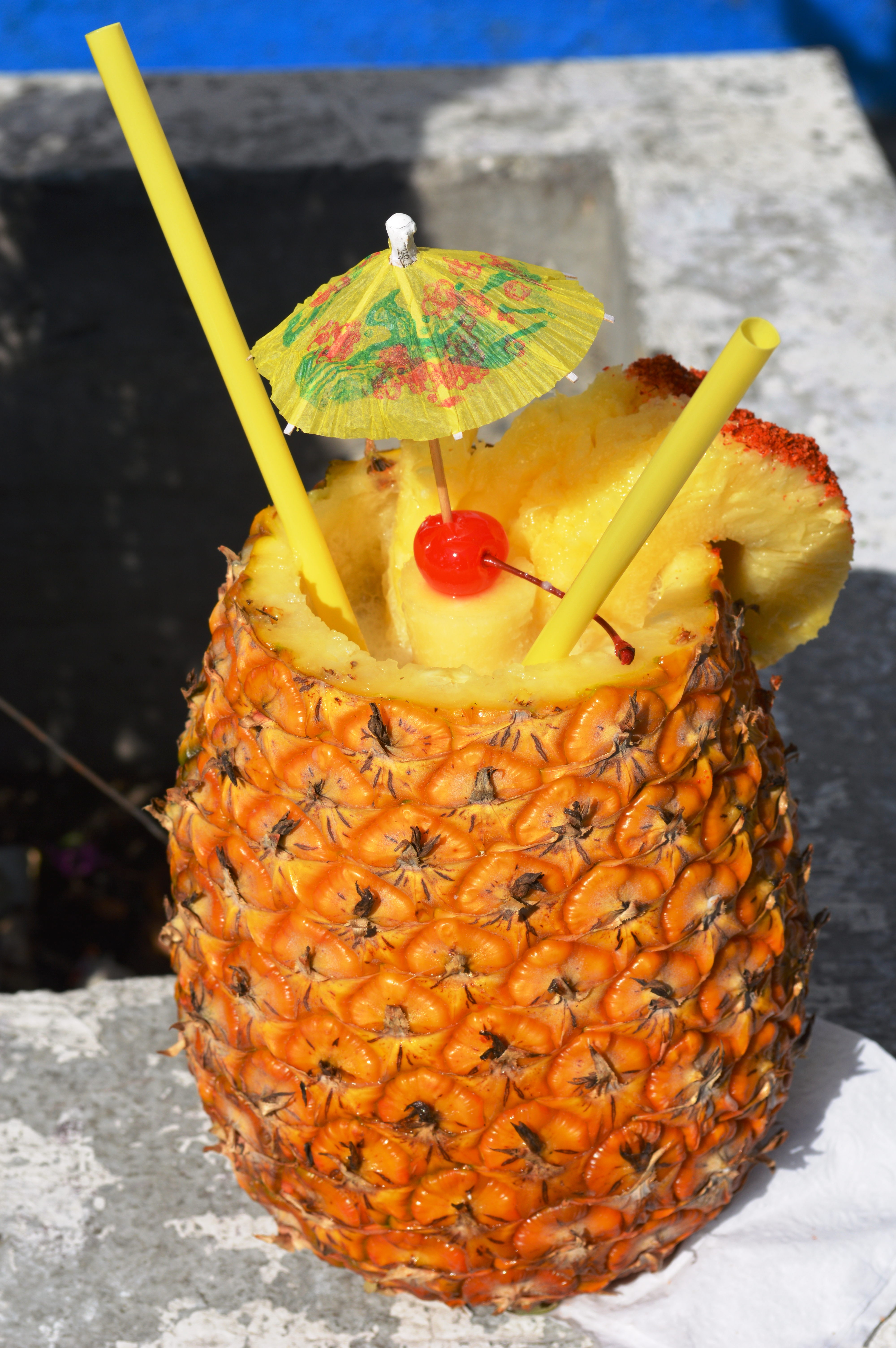
Piña Colada, serviert in der Frucht, Mexiko

### Frischfrüchte
Nur ein Teil der Gesamternte wird als Frischware exportiert. Die Ananas reift nach der Ernte nicht nach, sie zählt zu den nichtklimakterischen Früchten. Rund 70 Prozent der Welternte werden in den Herkunftsländern als Frischfrüchte verzehrt. Der Welthandel mit Frischfrüchten umfasst rund 670.000 Tonnen. Die wichtigsten Exporteure von Frischfrüchten sind (Stand: 2003) Costa Rica (in die USA), die Philippinen und die Elfenbeinküste (Hauptlieferant für Europa). Laut einem Spiegel-Artikel führt der massenhafte Anbau der in Deutschland am meisten verkauften Ananassorte MD-2 in Costa Rica zu Stechfliegenplagen und Herbizidverseuchung (Bromacil).
Die Konservenindustrie bevorzugt Früchte von 1,8–2,0 kg Gewicht. Die Gesamtproduktion von Konserven erreichte Anfang der 1980er Jahre knapp eine Million Tonnen. 1992 betrug der Weltexport an Konserven eine Million Tonnen bei einem Wert von rund 600 Millionen US-Dollar.

### Frisch- oder Trockenfutter für Wiederkäuer und Schweine
Der Abfall, der bei der Konservenherstellung anfällt (der Zentralstrang und die Schale), kann als Frisch- oder Trockenfutter für Wiederkäuer und Schweine verwendet werden.

### Konfitüre, Marmelade, Saft, Wein und Alkohol
Die Früchte können auch zu Konfitüre, Marmelade, Saft, Wein und Alkohol verarbeitet werden. Eine größere Rolle spielt dabei aber nur die Saftherstellung. Der Welthandel mit konzentriertem Ananassaft umfasste 1993 rund 215.000 Tonnen.

### Bromelain und andere Enzyme für Fleisch, Gelatine, Latex, Leder sowie Medizin
Das Bromelain wurde früher aus dem Fruchtsaft gewonnen, heute aus den Stämmen der abgeernteten Pflanzen. Es wird ähnlich wie Papain aus Papaya dazu verwendet, Fleisch zarter zu machen. Bromelain wird zu Gelatine zugegeben, um deren Konsistenz weicher zu machen. Früher wurde es auch zum Stabilisieren von Latexfarben und beim Ledergerben eingesetzt. Als Therapie wird es zur Verdauungshilfe und als entzündungshemmendes Mittel eingesetzt. In vorklinischen und pharmakologischen Studien zeigte Bromelain wundheilende und antimetastasische Wirkungen. Bromelain wird des Weiteren noch für andere Zwecke eingesetzt (siehe dort). Die in rohen Ananas enthaltenen Enzyme verhindern (ebenso wie bei rohen Kiwifrüchten oder rohen Papayas) das Erstarren von Tortengelatine, ein unerwünschter Effekt, wenn beispielsweise ein Obstkuchen, der rohe Ananasstücke enthält, mit einem festen Tortengelatinebelag überzogen werden soll. Das Weichbleiben des Übergusses tritt nicht bei der Verwendung von Ananas aus Konservendosen auf, diese werden pasteurisiert, wobei die eiweißabbauenden Enzyme deaktiviert werden.

### Textilfasern

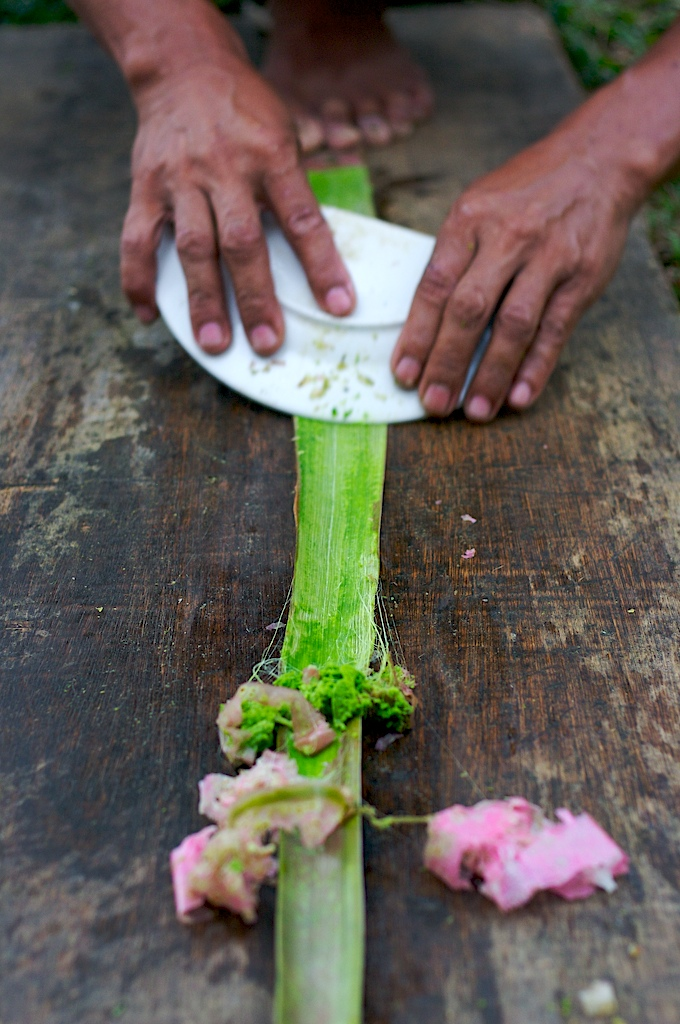
Bearbeitung von Ananasblättern zur Gewinnung der Fasern

Auf den Philippinen werden Fasern der Blätter der Ananaspflanze zu Textilfasern, genannt Piña, verarbeitet, aus denen z. B. Barong Tagalog und andere formelle philippinische Kleidung gefertigt wird, und die auch in andere Weltregionen exportiert wird. Zentrum der Piña-Textilindustrie ist die Stadt Kalibo. In der malaysischen Region Johor werden ebenfalls Textilien aus Ananasfasern (Serat nanas) hergestellt.